# Сан-Паулу
Сан-Пау́лу (São Paulo, МФА: [sɐ̃ʊ̃ˈpaʊlʊ] ( прослухати)) — головне місто південно-східного штату Бразилії Сан-Паулу, найбільший промисловий і важливий культурний центр Бразилії та всієї Південної Америки. З населенням майже 12 млн мешканців у межах міста, це найбільше місто країни та в південній півкулі, одне з найбільших у світі. Місто має територію 1523 км², є центром великої агломерації з населенням 23 млн мешканців, також однієї з найбільших у світі.
Мешканці міста називаються «паулістанами» (однина: «паулістану», порт. paulistano), тоді як мешканці штату — «паулістами» (однина: «пауліста», порт. paulista). Девізом міста є лат. Non ducor, duco — «Не мною керують, а я керую», що підкреслює значення міста в політиці й економіці країни. Популярним прізвиськом міста є «Сампа» (Sampa).
Місто добре відоме своєю мінливою погодою, постійними заторами, величезною кількістю гелікоптерів, архітектурою та хмарочосами. Місто є важливим транспортним центром: кілька аеропортів, серед яких найбільші аеропорти країни, Гуарульюс і Конгоньяс, сполучають його з багатьма містами країни, а також з іншими країнами. 
Як і в більшості південних і південно-східних штатів, місто було центром європейської міграції, зокрема з Західної України. Кількість нащадків українців у місті — близько 10 000 (переважно мігранти 1947 — 1950 років). Діють українська католицька й українська православна парафії та кілька українських товариств.

## Географія

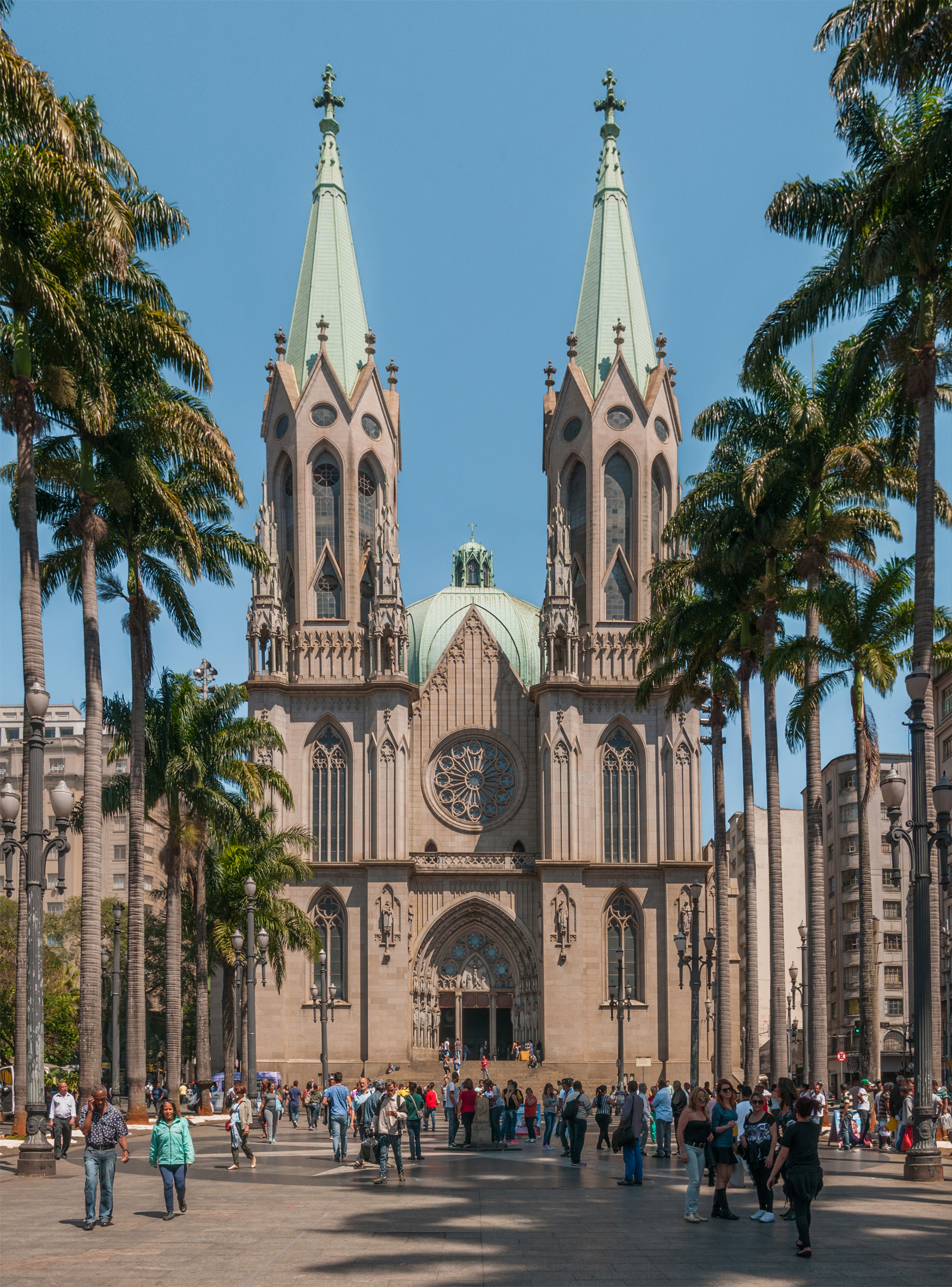
Собор Сан-Паулу, збудований у середині 20-го століття, сучасна будівля у готичному стилі.

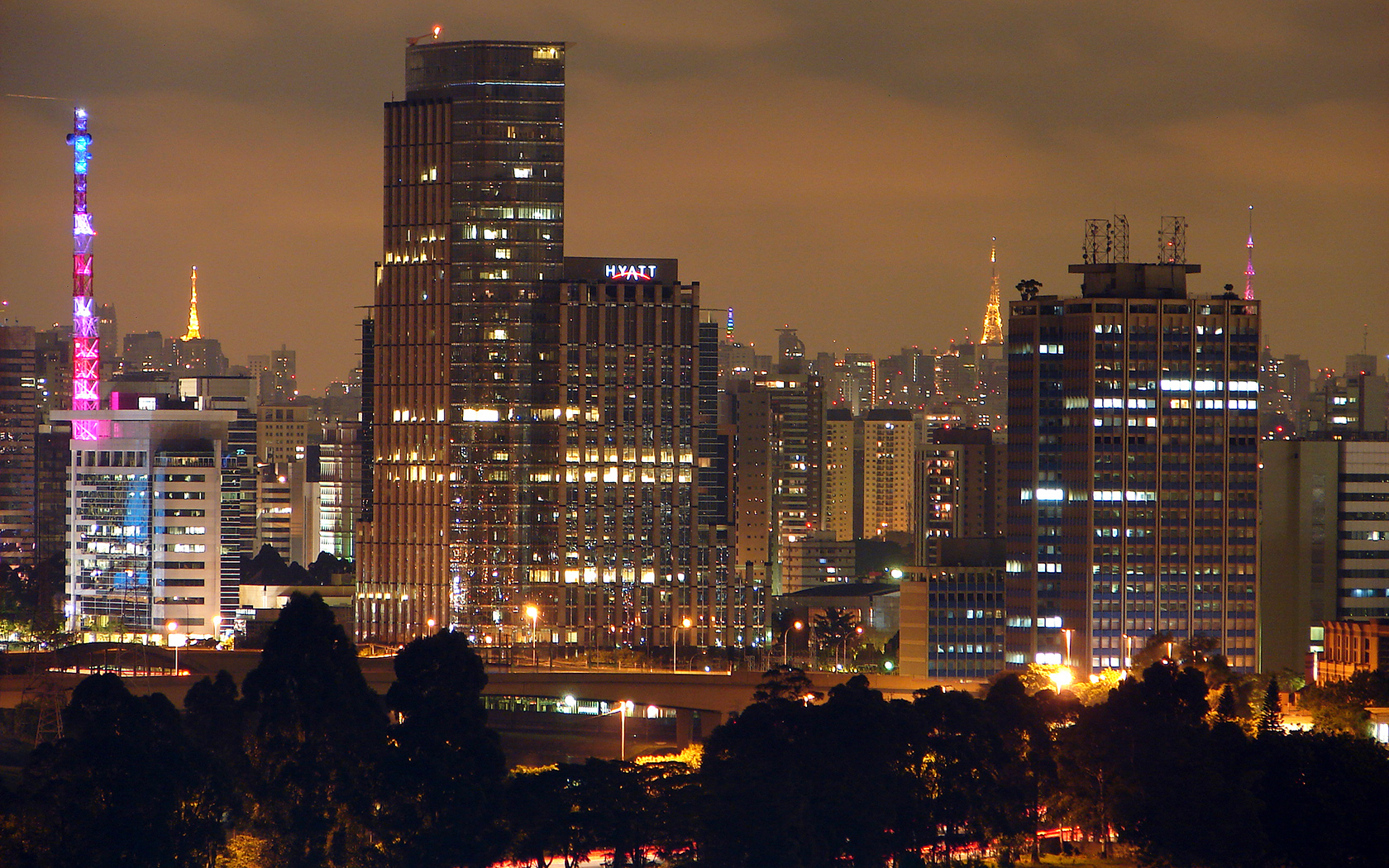
Хмарочоси в регіоні Berrini..

### Розташування
Сан-Паулу розташоване на плато, що є частиною гірської системи Серра-ду-Мар (португальською «морське пасмо»), своєю чергою — частини великого Бразильського плоскогір'я, із середньою висотою близько 800 м над рівнем моря — на відстані близько 70 км від Атлантичного океану. Цю відстань долають два великі шосе, Анч'єта і Шосе Іммігрантів, що спускаються до портового міста Сантус і пляжного курорту Гуаружа. Горбиста місцевість переважає в урбанізованих районах Сан-Паулу. На півночі міста підіймається Серра-да-Кантарейра і залишаються ділянки Атлантичного лісу. Район тектонічно дуже стійкий, ніякої сейсмічної активності тут не спостерігається.
Річка Тіете колись була основним джерелом прісної води міста та місцем відпочинку його мешканців. Проте, протягом другої половини 20-го століття річка була забруднена стічними водами промислових підприємств, як і її притока річка Піньєйрус. Зараз здійснюється активна програма очищення обох річок, що фінансується міжнародними банками розвитку, такими як Японський Банк Міжнародної Співпраці. У межах міста немає судноплавних річок, проте водний транспорт стає все важливішим на річці Тіете у південному напрямку біля річки Парана, оскільки Тіете — частина басейну Ла-Плати.
Біля міста немає природних озер, але існують два водосховища, Гуарапіранга й Біллінгс, що використовуються для отримання електроенергії, збереження прісної води та відпочинку мешканців міста. Первісна флора складалася переважно з великої різноманітності широколистяних вічнозелених рослин. У місті багато завезених рослин, оскільки м'який клімат і велика кількість опадів дозволяють вирощування більшості видів рослин тропічного, субтропічного і помірного поясів, наприклад, дуже поширені насадження евкаліптів.

### Клімат
Згідно з класифікацією кліматів Кеппена, Сан-Паулу має вологий субтропічний клімат. Температури рідко досягають 30 °C влітку, а морози взимку рідкісні. Рекордні температури становлять 35,3 °C (15 листопада 1985 року) й −2,1 °C (2 серпня 1955 року, обидва вимірювання на національній погодній станції Міранте-ді-Сантана, у північному районі міста). У горах навколо міста (Horto Florestal), неофіційно було зареєстровано температуру −3,9 °C 2 серпня 1955 року. Сніжну бурю було офіційно зареєстровано лише одного разу, 25 червня 1918 року. Опади рясні, особливо у теплі місяці, крім червня—серпня. До Сан-Паулу та узбережжя поблизу нього ніколи не доходили тропічні циклони та смерчі. Серпень, зимовий місяць, здебільшого сухий і теплий, іноді температури сягають 28 °C. Це явище називають «Veranico» (португальською, «маленьке літо»). З іншого боку, у січні протягом кількох років було зареєстровано порівняно низькі температури.
| Кліматична таблиця Сан-Паулу | Кліматична таблиця Сан-Паулу | Кліматична таблиця Сан-Паулу | Кліматична таблиця Сан-Паулу | Кліматична таблиця Сан-Паулу | Кліматична таблиця Сан-Паулу | Кліматична таблиця Сан-Паулу | Кліматична таблиця Сан-Паулу | Кліматична таблиця Сан-Паулу | Кліматична таблиця Сан-Паулу | Кліматична таблиця Сан-Паулу | Кліматична таблиця Сан-Паулу | Кліматична таблиця Сан-Паулу | Кліматична таблиця Сан-Паулу | Кліматична таблиця Сан-Паулу |
| Температура                  | Температура                  | Температура                  | Температура                  | Температура                  | Температура                  | Температура                  | Температура                  | Температура                  | Температура                  | Температура                  | Температура                  | Температура                  | Температура                  | Температура                  |
| Місяць                       | Січ                          | Лют                          | Бер                          | Кві                          | Тра                          | Чер                          | Лип                          | Сер                          | Вер                          | Жов                          | Лис                          | Гру                          |                              | Рік                          |
| ---------------------------- | ---------------------------- | ---------------------------- | ---------------------------- | ---------------------------- | ---------------------------- | ---------------------------- | ---------------------------- | ---------------------------- | ---------------------------- | ---------------------------- | ---------------------------- | ---------------------------- | ---------------------------- | ---------------------------- |
| Рекордна висока°C            | 35,4                         | 34,7                         | 34,9                         | 33,3                         | 30,9                         | 29,3                         | 30,2                         | 33,0                         | 35,3                         | 35,4                         | 35,5                         | 35,6                         |                              | 33,9                         |
| Середня висока °C            | 27,3                         | 28,0                         | 27,2                         | 25,1                         | 23,0                         | 21,8                         | 21,8                         | 23,3                         | 23,9                         | 24,8                         | 25,9                         | 26,3                         |                              | 23,5                         |
| Середня низька °C            | 18,7                         | 18,8                         | 18,2                         | 16,2                         | 13,8                         | 12,4                         | 11,7                         | 12,8                         | 13,9                         | 15,3                         | 16,6                         | 17,7                         |                              | 15,5                         |
| Рекордна низька °C           | 9,6                          | 9,9                          | 9,6                          | 4,0                          | 1,4                          | −0,6                         | −1,2                         | −2,1                         | −0,4                         | 4,7                          | 5,3                          | 7,7                          |                              | 4,0                          |
| Опади                        |                              |                              |                              |                              |                              |                              |                              |                              |                              |                              |                              |                              |                              |                              |
| Місяць                       | Січ                          | Лют                          | Бер                          | Кві                          | Тра                          | Чер                          | Лип                          | Сер                          | Вер                          | Жов                          | Лис                          | Гру                          |                              |                              |
| Всього, мм                   | 241                          | 203                          | 142                          | 58                           | 43                           | 38                           | 28                           | 36                           | 58                           | 150                          | 122                          | 198                          |                              | 1317                         |
|                              |                              |                              |                              |                              |                              |                              |                              |                              |                              |                              |                              |                              |                              |                              |

### Агломерація

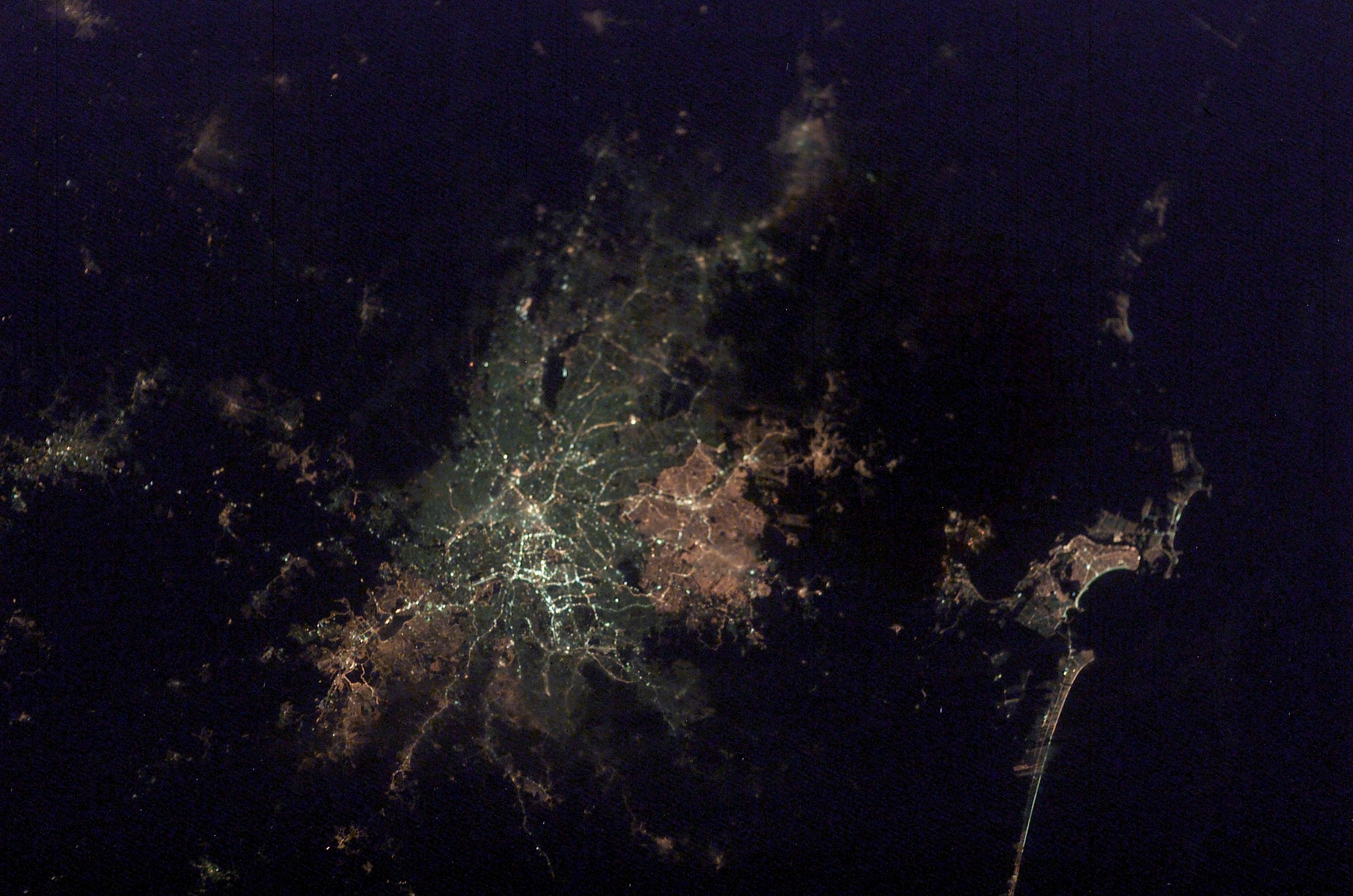
Супутниковий знімок Великого Сан-Паулу вночі

Сан-Паулу офіційно є частиною більшої агломерації, що називається «Grande São Paulo» («Великий Сан-Паулу»). Агломерація містить загалом 39 муніципалітетів та більш ніж 20 мільйонів мешканців (станом на 2005 рік, дані IBGE).
Оскільки Сан-Паулу займає велику площу, існує два визначення його агломерації. За його «Загальною статистичною зоною» (Complexo Metropolitano Expandido), це друге за розміром місто у світі з 29 мільйонами мешканців. Вужче визначення Великого Сан-Паулу (Região Metropolitana de São Paulo) не включає Кампінас, Байшада-Сантіста та інші сусідні області, ця територія має близько 19,7 мільйона мешканців (станом на 2006 рік), що робить її п'ятою за розміром агломерацією у світі.

### Райони міста
Місто Сан-Паулу поділяється на 31 міський район, що називаються субпрефектурами (subprefeituras). Кожна субпрефектура поділяється на кілька округів (здебільшого, два або три). Субпрефектура Се в історичному діловому центрі має найбільшу кількість округів — вісім. Разом з адміністративним поділом, існує і географічний радіальний поділ, встановлений 2007 року мером Жілберту Кассабом. Місто поділяється на десять регіонів (історичний центр, розширений центр, північ, південь, схід, захід, північний схід, північний захід, південний схід і південний захід), кожен має характерний колір автобусів і вуличних табличок. Цей поділ не має жодного стосунку до субпрефектур і районів, і, в деяких випадках, один район може знаходитися у двох чи більше географічних регіонах. Район, де розташовано керівництво субпрефектури, отримує ту ж назву, що і субпрефектура, за винятком М'Бой-Мірім.

## Демографія

### Етнічна різноманітність і чисельність населення

Італійські іммігранти в Сан-Паулу, початок 20-го століття.

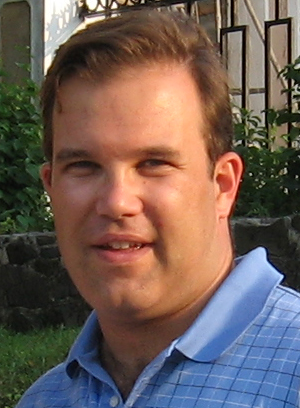
Павло Санґушко — мешканець Сан-Паулу, нащадок емігрантів з України.

Сан-Паулу має найбільшу етнічну різноманітність серед усіх міст Бразилії. Після заборони в Бразилії работоргівлі (1850) землевласники штату почали замінювати африканську трудову силу для роботи на кавових плантаціях іммігрантами. Цю практику розпочав сенатор Ніколау Вергуейру (Nicolau Vergueiro), який запрошував з Європи німців, швейцарців і португальців для роботи на своїх плантаціях.
Після скасування рабства 1888 року до Сан-Паулу почали прибувати численні іммігранти, більшість з яких були вихідцями з Італії. 1897 року італійці становили близько половини населення міста. Прибуло також багато португальців, іспанців, німців, євреїв та арабів-християн. З 1908 до 1950 року також прибуло багато японських іммігрантів.
Як у всій Бразилії, населення Сан-Паулу являє собою суміш різних етнічних груп, створюючи дуже різноманітне багатонаціональне суспільство. Сьогодні представники більш ніж 100 етнічних груп вважають місто своєю домівкою. Найбільшими етнічними групами є:
- 6 мільйонів італійців (зокрема, як і у випадку решти груп, нащадки іммігрантів). В Сан-Паулу мешкає більше осіб італійського походження, ніж у будь-якому іншому місті у світі, більше ніж навіть в Мілані або Римі[8], який знаходиться від бразильського міста на відстані майже 9,5 тис. км.[9]
- 3 мільйони португальців[10].
- 3 мільйони африканців.
- 1 мільйон арабів[11].
- 400 тисяч німців[11].
- 326 тисяч японців. Це найбільша японська громада за межами Японії[12].
- 120 тисяч китайців[11].
- 70 тисяч євреїв[13].
- 60 тисяч болівійців[14].
- 50 тисяч греків[11].
- 50 тисяч корейців[15].

За расою, населення Сан-Паулу складається (за офіційною термінологією і статистикою) з 8 мільйонів білих, 2,6 мільйона коричневих (суміш рас), 527 тисяч чорних (темношкірих), 456 тисяч жовтих (азійців) і 18 тисяч індіанців.
Історична динаміка населення міста Сан-Паулу

### Мови
Як і на всій території Бразилії, більшість населення розмовляє португальською. Проте, через значний приплив іммігрантів з Італії, португальська мова цього міста зазнала значного впливу італійської, перш за все її неаполітанського і венеційського діалектів. Італійські діалекти змішалися у місті з провінційним діалектом кайпіра. Діалект міста сформувався у Мооці, районі, заселеному на початку 20-го століття переселенцями з Неаполя.
Іншими мовами, якими розмовляють у місті, перш за все серед іммігрантів, є японська, поширена в районі Лібердад, де мешкає найбільша японська діаспора у світі. Хоча більшість бразильців японського походження розмовляють суто португальською, деякі все ще зберігають традиції та мову предків. Так само й деяка частка переселенців з Китаю та Кореї розмовляє відповідними мовами, хоча їх частка й невелика..
Англійська та іспанська викладаються у школах як основні іноземні мови, проте дуже небагато мешканців міста вільно розмовляють ними.

## Історія

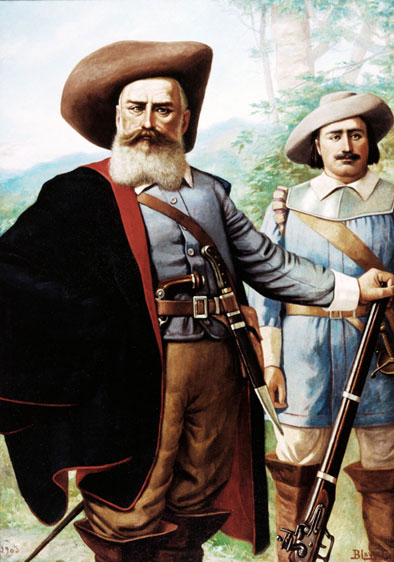
Домінгус Жоржі Велью, відомий бандейранті.

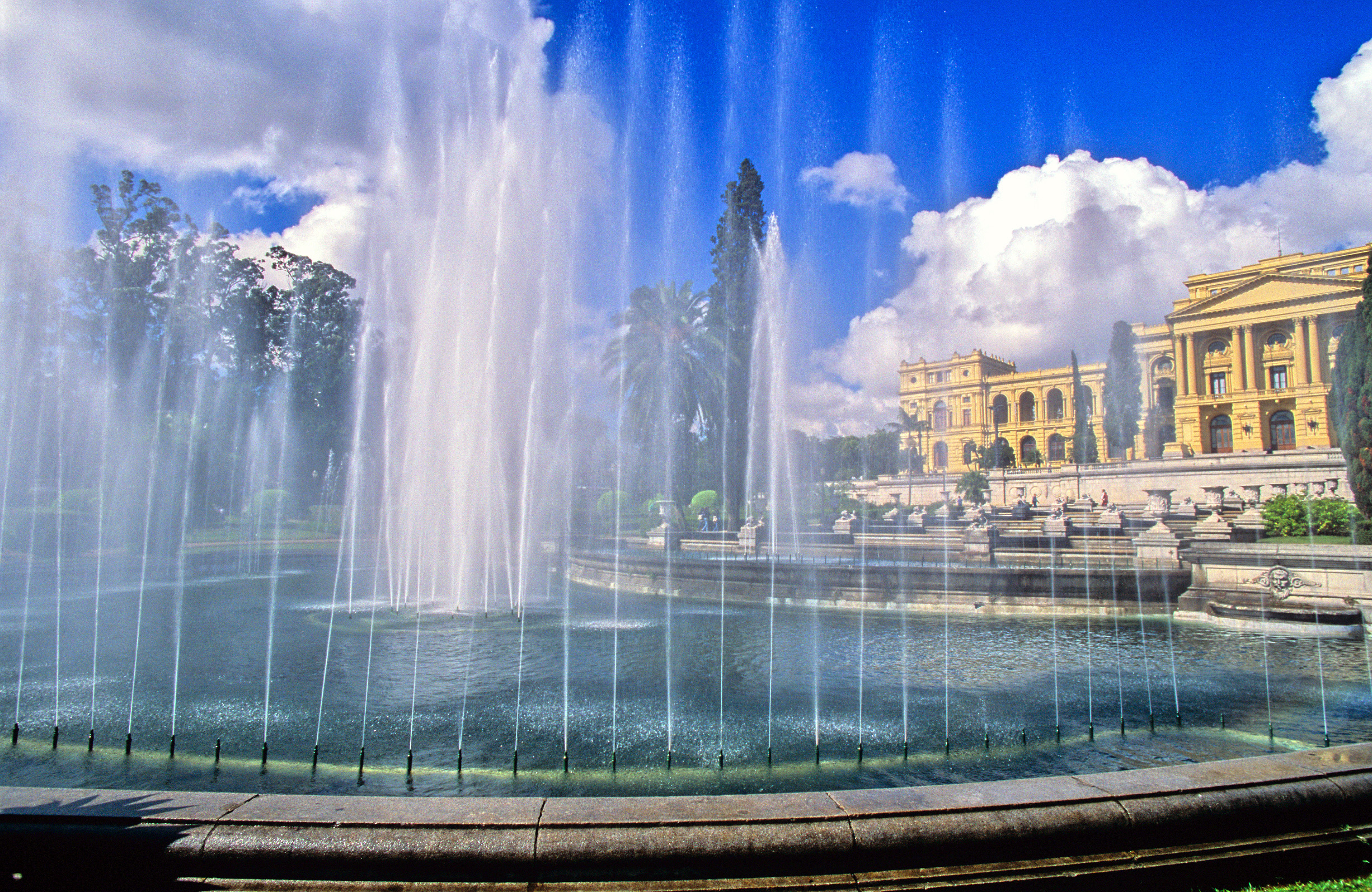
Музей Пауліста в Сан-Паулу, збудований на місці, де 1822 року було проголошено незалежність Бразилії.

Поселення Сан-Паулу (тоді Сан-Паулу-Кампус-ді-Піратінга) було засноване єзуїтськими місіонерами Мануелом да Нобрега і Жозе ді Анч'єта 25 січня 1554 року. Вони разом із групою єзуїтів встановили на цьому місці місію під назвою Колежіу-ді-Сан-Паулу-ді-Піратінінга (порт. Colégio de São Paulo de Piratininga) з метою навернення індіанців Тупі-Гуарані у католицизм. Поселення було розташоване біля підніжжя гірського ланцюга Серра-ду-Мар на річці Тіете, з краєвидом на затоку, де було збудоване портове місто Сантус, у природному проході від південно-східного узбережжя до просторого і родючого плато на заході, що згодом стало штатом Сан-Паулу.
Протягом 17-го і 18-го століть, групи дослідників, що назвали себе бандейрантами, перетинали ліси й нові території Південної Америки в пошуках золота, алмазів, інших природних багатств та рабів. Вважається, що саме вони, перш за все, відповідали як за територіальне розширення Бразилії на захід від Тордесільяської лінії, так і за відкриття багатьох покладів дорогоцінних металів та коштовного каміння. У місті зараз є кілька пам'ятників на відзнаку їхнього внеску у розвиток міста, зокрема Монументу-ас-Бандейрас, одна відомих пам'яток Сан-Паулу.
Сан-Паулу офіційно отримав статус міста 1711 року. У 19-му сторіччі місто вступило в період економічного розквіту, здебільшого завдяки експорту кави, що відправляли за кордон із сусіднього міста Сантус. Після 1881 року до штату та до міста розпочалася інтенсивна імміграція з Італії, Португалії, Іспанії, Німеччини та інших країн. Увагу переселенців приваблювали нові землі та праця на величезних кавових плантаціях штату. На початку 20-го сторіччя доходи від експорту кави різко знизилися, перш за все через світову економічну кризу та падіння цін. Внаслідок цього інвестиції місцевих підприємців було спрямовано на розвиток промисловості Сан-Паулу, приваблюючи до міста нові хвилі іммігрантів, переважно з Італії. На додаток до європейців, у першій половині 20-го століття до міста у великій кількості іммігрували японці й араби. Упродовж 20-го століття, успішна економіка міста також привабила величезну кількість переселенців з бідних регіонів Бразилії, особливо з Північного сходу.

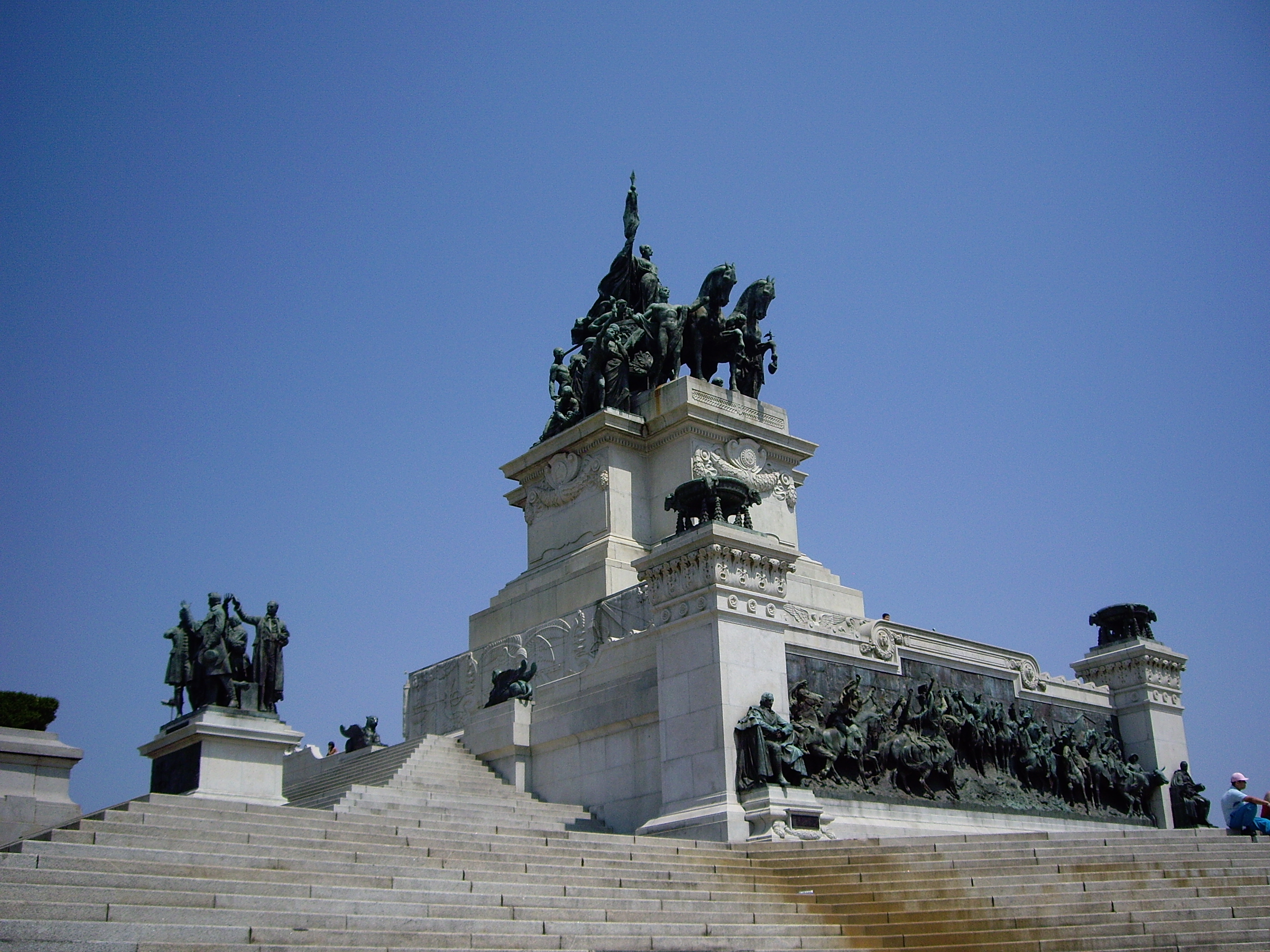
Пам'ятник Незалежності

Проте, наприкінці 20-го століття, через змагання з іншими містами Бразилії, що іноді пропонували кращі податкові умови для промислових компаній, головна господарська діяльність Сан-Паулу поступово залишила свою промислову направленість на користь сфери послуг. Зараз у місті розташовано офіси великої кількості місцевих і міжнародних банків, юридичних компаній, багатопрофільних транснаціональних компаній і корпорацій, що пропонують різноманітні послуги.
Інша важлива історична віха — заснування Юридичної школи Ларгу-Сан-Франсіску (зараз факультет Університету Сан-Паулу), що була одним з трьох перших академічних установ у Бразилії разом із Юридичною школою в Ресіфі та Федеральним Університетом штату Амазонас. Цей навчальний заклад, заснований імператорським декретом 1 березня 1828 року, спочатку був відкритий у приміщенні монастиря невдовзі після заснування Бразильської імперії, через збільшення потреби в адвокатах і політиках. Оскільки багаті бразильці часто вирушали до Європи в пошуках освіти, особливо юридичної, імператор Педру I вирішив, що необхідно створити національну юридичну школу. Вона почала приваблювати студентів зі всієї країни, що стало важливим чинником створення богемної еліти міста.
Попри деякі економічні проблеми, Сан-Паулу залишається найбільшим діловим центром Латинської Америки. Величезний ринок агломерації (більш ніж 20 млн мешканців) притягає іноземні компанії. Завдяки культурним подіям, таким як Міжнародний дворічник мистецтва (Bienal International de Arte), місто отримало репутацію культурного центру, перш за все музики та мистецтв. Економічне зростання й експорт поступово знижують рівень безробіття в місті, сумновідома місцева злочинність також швидко знижується. Розвиток міста відбувається у багатьох районах, історичний центр приваблює державні установи та приватні університети, а бізнес-структури рухаються до нових районів, таких як Itaim і Berrini. Завдяки діловим візитам, місто зараз приваблює більше відвідувачів, ніж Ріо-де-Жанейро, основний конкурент міста протягом останнього століття.

## Економіка

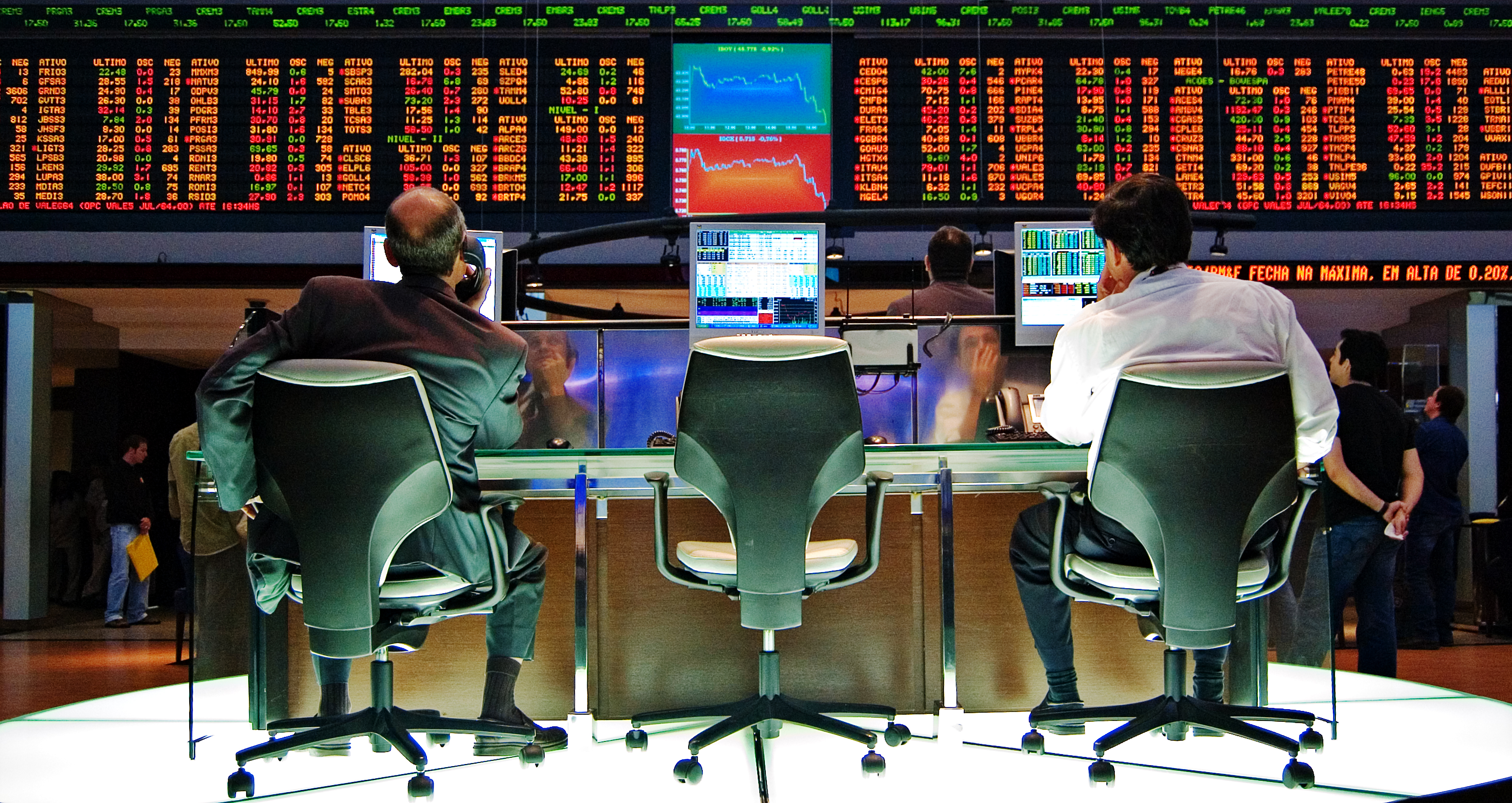
Торгова панель біржі BM&F Bovespa

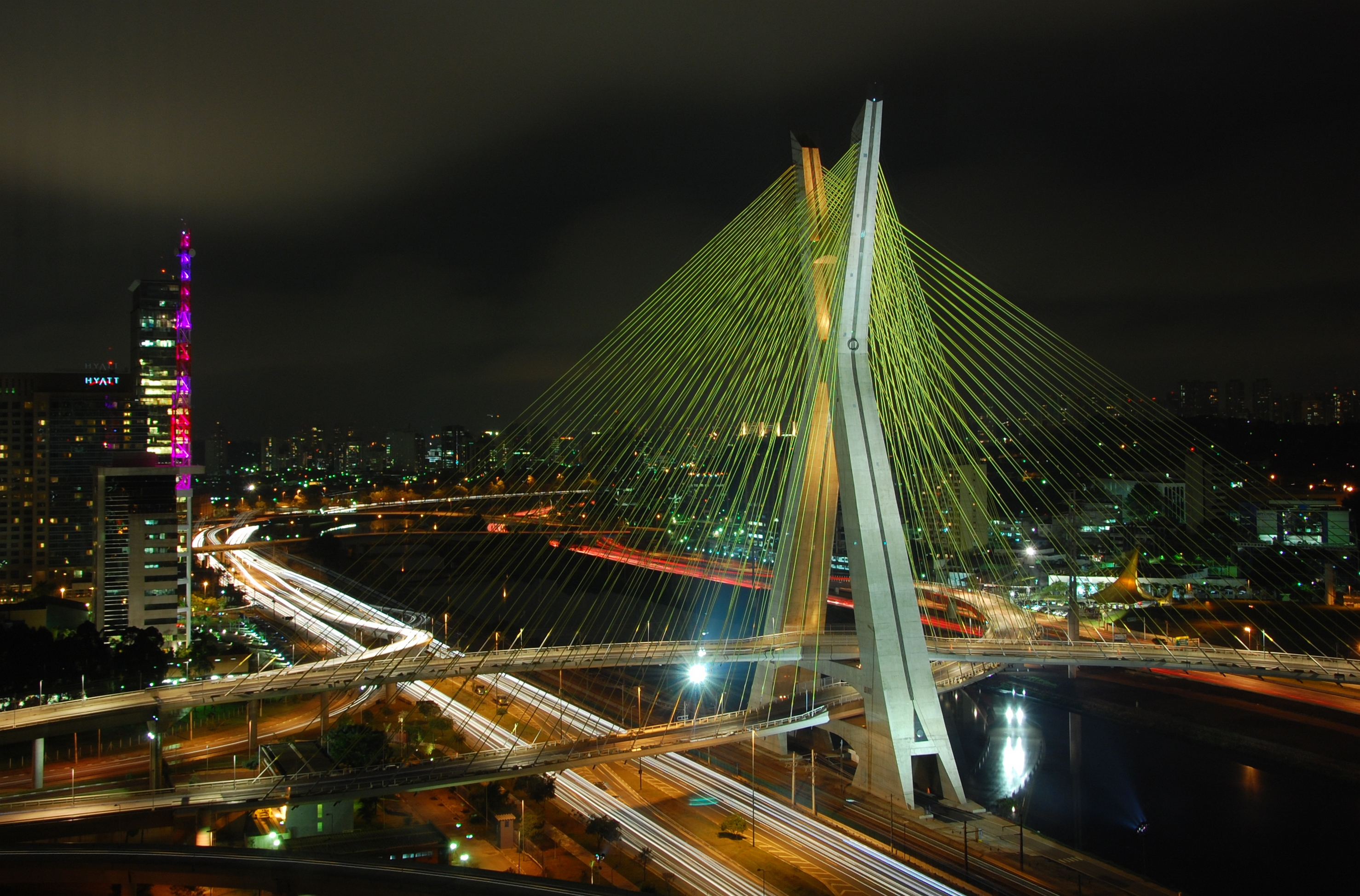
Бруклін, один з нових фінансових районів міста

Сан-Паулу є 19-тим за доходом на одну особу містом світу (дохід на душу населення R$ 24 083 на рік), та очікується, що він посяде 13-ту позицію до 2020 року. Згідно з даними IBGE, ВВП 2005 року становив R$ 263 177 148 000 або US$ 156 280 780 941, що становить близько 12,26 % ВВП Бразилії та 36 % ВВП штату Сан-Паулу. Місто є найбільшим фінансовим центром Бразилії та одним з найбільших у світі, цей сектор економіки міста швидко зростає. Історично місто мало значний промисловий сектор, але зараз економіка зсувається на сферу послуг, обслуговуючи підприємства всієї країни. Багато оглядів вказують на зростання важливості міста у світовій економіці, хоча це зростання й уповільнюється через серйозні проблеми соціального характеру. Крім фінансових послуг, економіка міста продовжує зберігати велику частку інших галузей економіки.
Сан-Паулу є найбільшим фінансовим центром економіки Меркосур. За даними міського офісу туризму, у місті відбувається багато важливих економічних форумів та конференцій, що робить його не тільки економічним, але й культурним та науковим центром регіону. Тут відбувається понад 200 міжнародних подій на день — від невеликих зустрічей до великих міжнародних виставок, що охоплюють площу близько 250 тис. м² у павільйонах та конференц-центрах, не враховуючи площі готелей, що додає ще 70 тис. м², а разом з клубами, культурними та діловими площами, це число досягає 430 тис. м². У місті також є приблизно 30 тис. квартир, доступних для відвідувачів (станом на 2001 рік), це число швидко зростає, досягши близько 50 тис. 2003 року. Також місто може похвалитися численними туристичними місцями, від гастрономічних до культурних установ. Зокрема у місті діє 12 тис. ресторанів, що пропонують понад 40 різноманітних кухонь, 70 музеїв, понад 200 кінотеатрів, близько 50 театрів та галерей.
Якби місто Сан-Паулу було країною, його ВВП був би 47-м у світі, більшим за ВВП Єгипту, приблизно дорівнюючи ВВП Нової Зеландії, Ізраїлю або України, більшим за половину штатів США. У місті мешкає близько 30 тис. мільйонерів, 60 % усіх мільйонерів Бразилії. У 2005 у місті було зібрано податків на R$ 90 млрд, а його бюджет становив R$ 15 млрд. У місті працює 1500 банків та їх філій, 70 торгових центрів. 63 % представництв транснаціональних корпорацій у Бразилії розташовано саме в цьому місті. А згідно з даними Mystery Shopping International, вулиця Oscar Freire є восьмою найшикарнішою у світі. Біржа BM&F Bovespa є головною фінансовою та товарною біржею Бразилії, це найбільша біржа Латинської Америки та третя за обсягами торгів у світі, досягаючи оборотів у R$ 6 млрд на день.

## Транспорт

### Автошляхи
Місто Сан-Паулу перетинають 10 важливих бразильських автошляхів, а автомобілі залишаються головним засобом дістатися до міста та його околиць. Основні автошляхи:

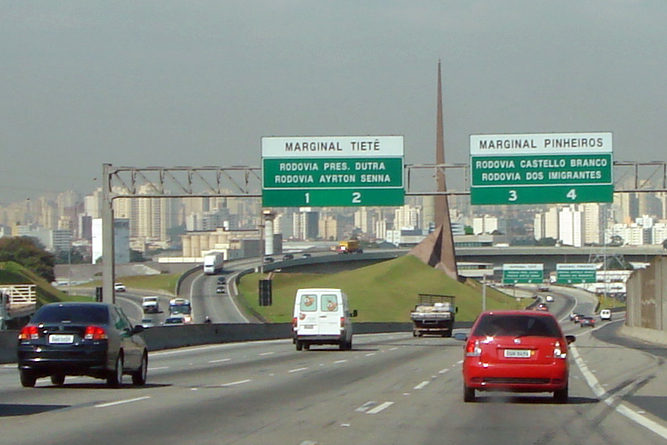
Шосе Бандейрантів у місті Сан-Паулу, один з головних шляхів, що сполучає місто з внутрішніми районами штату.

- Шосе президента Дутри (Rodovia Presidente Dutra, BR-116) — сполучає місто Сан-Паулу зі східними та північно-східними районами країни, його головним місцем призначення є Ріо-де-Жанейро.
- Шосе Режіса Біттенкоурта (Rodovia Régis Bittencourt, BR-116) — сполучає Сан-Паулу з південними районами країни, його головними місцями призначення є Куритиба і Порту-Алегрі.
- Шосе Фернана Діаза (Rodovia Fernão Dias, BR-381) — сполучає місто з північними районами країни, його головним призначенням є Белу-Оризонті.
- Шосе Анч'єта (Rodovia Anchieta, SP-150) — сполучає місто з узбережжям океану та переважно використовується для транспортування вантажів з порту Сантус, що є його головним місцем призначення.
- Шосе Іммігрантів (Rodovia dos Imigrantes, SP-150) — сполучає місто з узбережжям океану та переважно використовується для внутрішнього туризму, головними місцями призначення є Сантус, Сан-Вісенті, Гуаружа і Прая-Гранді.
- Шосе Кастелу Бранку (Rodovia Castelo Branco, SP-280) — сполучає місто з західними та північно-західними районами країни, його головними місцями призначення є Озаску, Сорокаба, Бауру і Кампу-Гранді.
- Шосе Рапозу Таваріса (Rodovia Raposo Tavares, SP-270) — сполучає місто з західними районами країни, його головними місцями призначення є Котія, Сорокаба, Презіденті-Пруденті.
- Шосе Аньянгуера (Rodovia Anhangüera, SP-330) — сполучає місто з північно-західними районами країни, його головними місцями призначення є Бразиліа, Кампінас, Рібейран-Прету.
- Шосе Бандейрантів (Rodovia dos Bandeirantes, SP-348) — сполучає місто з північно-західними районами країни та вважається найкращою дорогою штату та, можливо, країни, його головними місцями призначення є Кампінас, Рібейран-Прету, Пірасікаба і сан-Жозе-ду-Ріу-Прету.
- Шосе Айртона Сенни (Rodovia Ayrton Senna, SP-70) — сполучає місто зі східними районами штату та його північним узбережжям, його головними місцями призначення є Міжнародний аеропорт Сан-Паулу-Гуарульюс, Сан-Жозе-дус-Кампус і Карагуататуба.

Сан-Паулу швидко зростав у період з 1940-х до 1980-х років, коли багато доріг будувалося без належного планування. Внаслідок цього основні дороги міста переповнено автомобілями, а дорожні затори стали звичним явищем у місті. Для запобігання цьому урядом колишнього губернатора Маріу Коваса було прийняте рішення про будівництво навколо міста так званої Кільцевої дороги Маріу Коваса (Rodoanel Mario Covas), що будується компанією DERSA.

### Залізниці

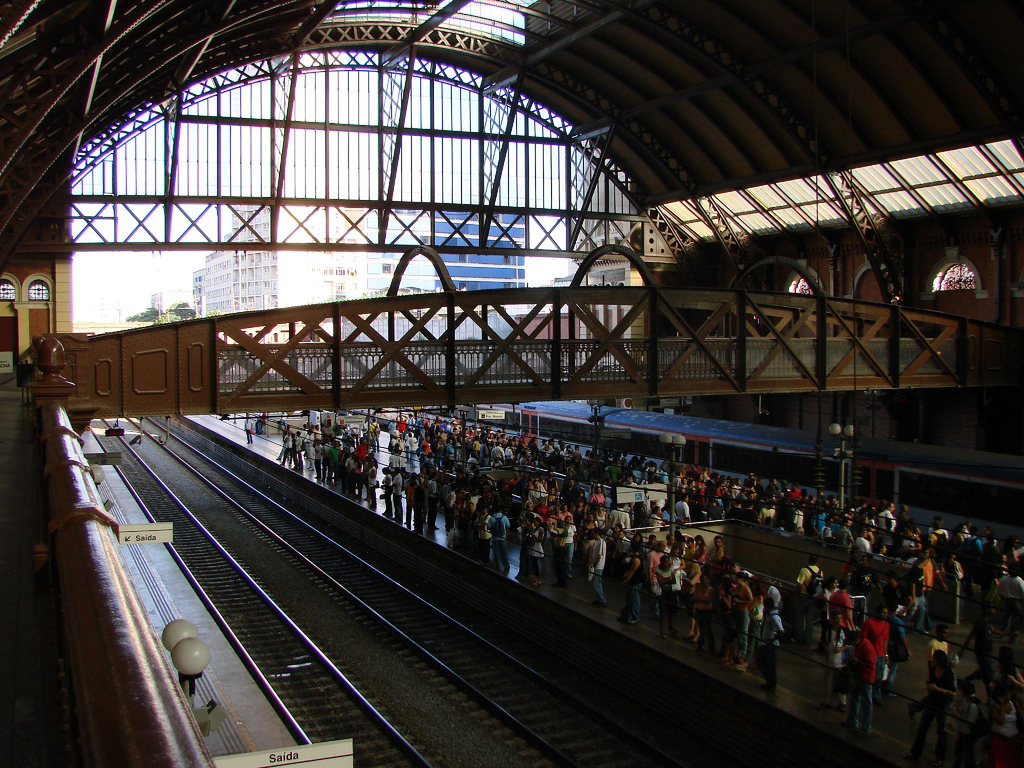
Станція Лус у центрі міста

Хоча мережа магістральних залізниць у країні розвинена досить погано, існує проєкт будівництва швидкісної залізниці, що має з'єднати міста Сан-Паулу й Ріо-де-Жанейро. Поїзди лінії розвиватимуть швидкість до 280 км/год, а вся подорож триватиме приблизно півтори години. Цей проєкт офіційно ще не затверджено, уряд країни намагається знайти для нього додаткових інвесторів.
Іншим важливим залізничним проєктом є «Експрес Бандейрантів» (Expresso Bandeirantes), що має бути лінією середньої швидкості, яка сполучить Сан-Паулу з Кампінасом та зменшить час на подорож з нинішніх 1,5 години до 50 хвилин, також обслуговуючи Жундіаї й аеропорт Кампінаса. Ця лінія також інтегрується до мережі, що сполучає центр міста Сан-Паулу з аеропортом Гуарульюс.
Крім того, зараз здійснюються роботи зі сполучення міського центру з аеропортами Гуарульюс і Конгоньяс, що розпочалися 2007 року, ці лінії будуть важливими для розвитку всієї бразильської залізничної мережі.

### Аеропорти

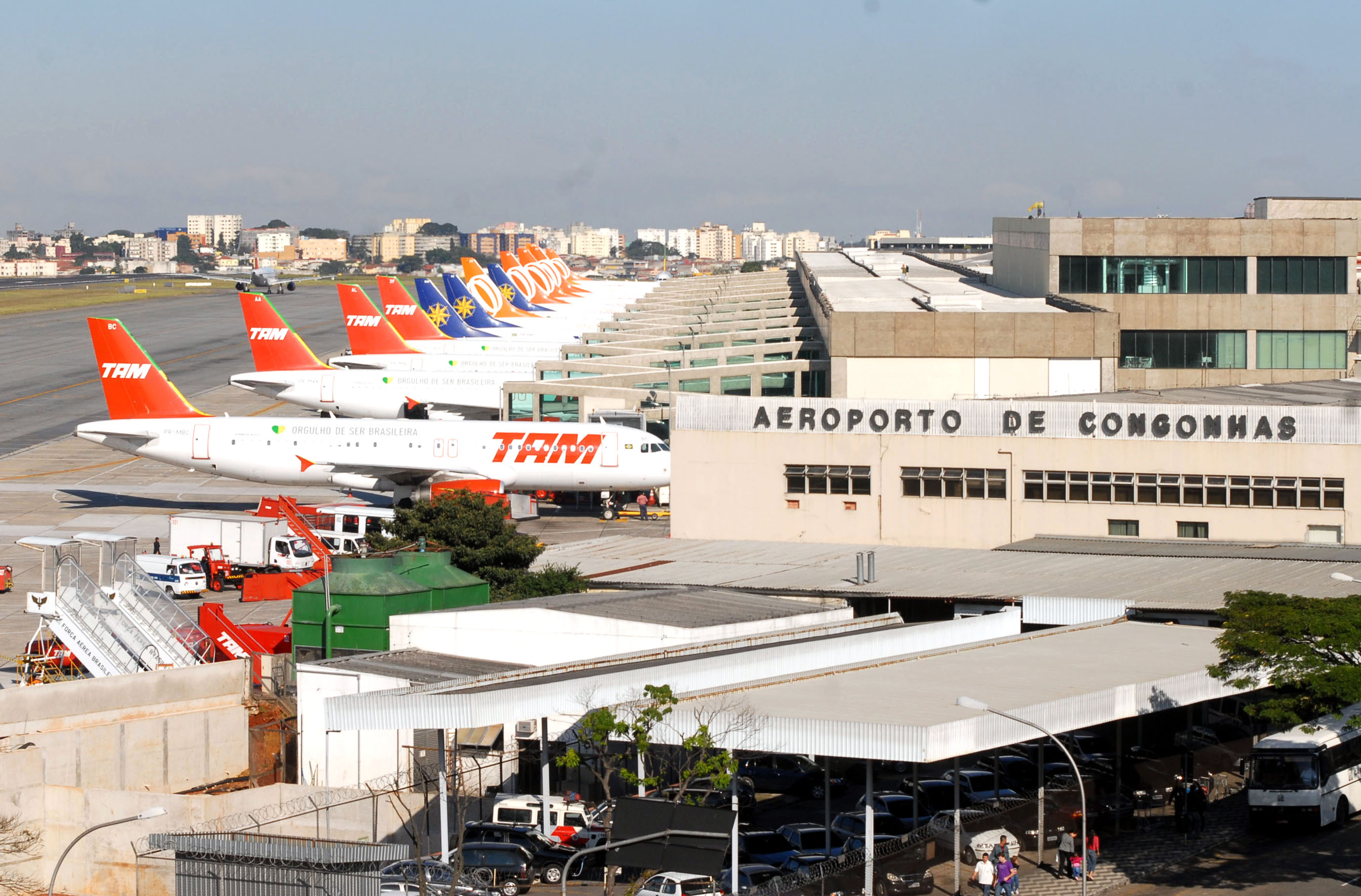
Міжнародний аеропорт Конгоньяс-Сан-Паулу

Сан-Паулу має три аеропорти. Два з них є важливими міжнародними аеропортами, це Міжнародний аеропорт Сан-Паулу-Гуарульюс (код GRU) і Міжнародний аеропорт Конгоньяс-Сан-Паулу (код CGH), що обслуговують як міжнародні, так і внутрішні рейси. Також у місті розташовано невеликий аеропорт Кампу-ді-Марті на північ від центру міста, що переважно використовується приватними літаками та гелікоптерами. Також тут міститься команда дирижаблів Goodyear Blimp.
Аеропорт Конгоньяс приймає переважно місцеві та внутрішні рейси, зокрема до міст Ріо-де-Жанейро, Белу-Оризонті та Бразиліа. Аеропорт Гуарульюс є головними міжнародними воротами міста, він розташований за 25 км на північний схід від центру Сан-Паулу в місті Гуарульюс.

### Метро та приміські залізниці

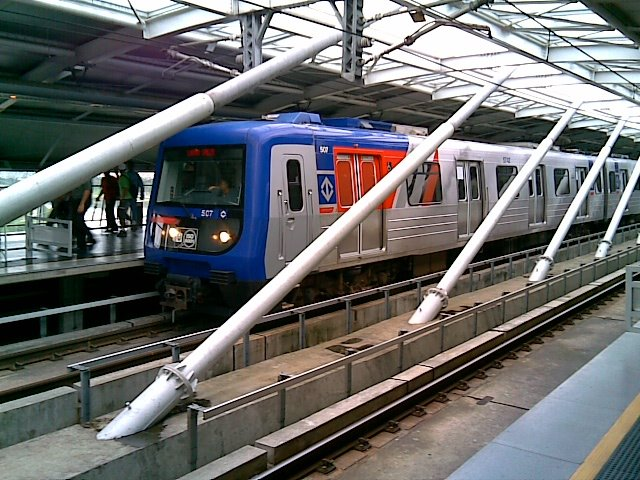
Поїзд метро Сан-Паулу

Система метро міста має мережу завдовжки 61,3 км, з яких 34,6 км розташовано під землею, відому як просто «метро» (Metrô). Зараз у мережі діють 4 лінії та 55 станцій. Крім того, місто та приміські райони обслуговує мережа приміських поїздів CPTM завдовжки 261,7 км. Обидві системи щоденно у будень перевозять 5 млн осіб, а нові лінії, що заплановано запустити протягом наступних років, збільшать це число до 7 млн. Протягом 10 років ці проєкти збільшать довжину ліній із сучасних 323 км до понад 500 км.

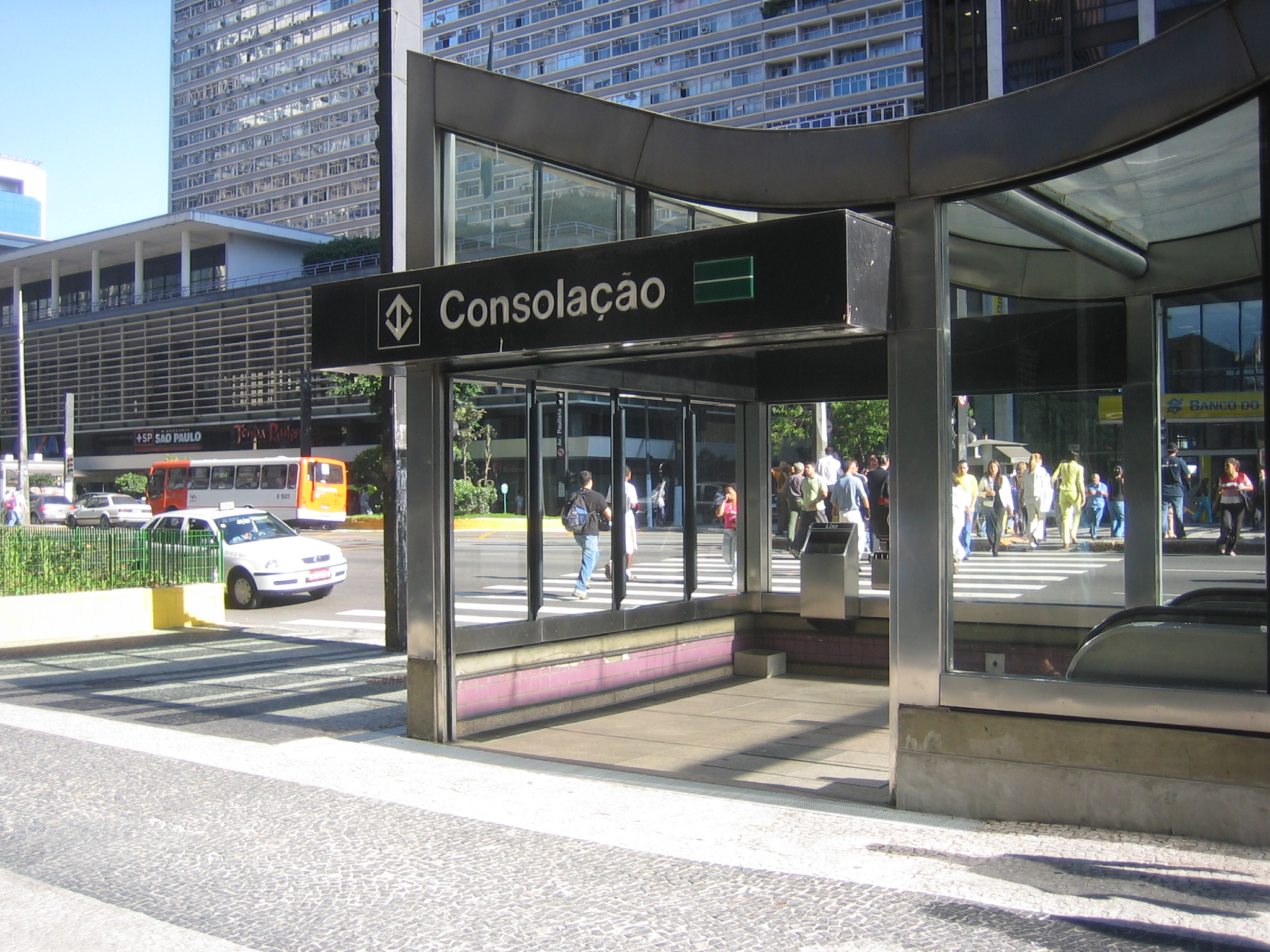
Вхід до станції метро Консоласан

Зараз у Сан-Паулу не залишилося трамвайних ліній, хоча цей вид транспорту був популярним у першій половині 20 сторіччя. Проте система метро є досить сучасною, безпечною та ефективною, вона вважається однією з найкращих у світі, згідно з NBR ISO 9001. Система має 4 наявні лінії, ще одна будується, ці лінії мають зручні зв'язки з системою приміських поїздів. Лінії метро:
- Лінія 1 — синя: перша лінія метро, що сполучає північні та південні райони міста. Лінія має станції пересадок до ліній 2, 3, 4 та до приміських поїздів CPTM, також на лініях розташовано автобусні термінали Тіете і Жабакуара.
- Лінія 2 — зелена: ця лінія переважно проходить під проспектом Пауліста, сполучаючи райони Іпіранга і Віла-Мадалена та має станції пересадок до ліній 1 та 4. Це третя за часом відкриття лінія метро міста.
- Лінія 3 — червона: найзавантаженіша лінія метро, друга за часом відкриття, що сполучає східні та західні райони міста. Має станції пересадок до ліній 1 і 4 та до приміських поїздів, на лінії також розташовано автобусний термінал Барра-Фунда.
- Лінія 4 — жовта (будується): ця лінія заплановано до відкриття 2009 року та з'єднає станцію Лус у центрі міста з районами на заході. Лінія матиме станції пересадок до ліній 1, 2, 3 та до приміських поїздів.
- Лінія 5 — лілова: ця лінія була збудована для обслуговування окремих районів на заході, проте зараз діє лише її невелика ділянка, що не сполучається з рештою системи, зв'язна ділянка відкриється за кілька років. Має станції пересадок до приміських поїздів на станції Санту-Амару.
- Лінія 6 — помаранчева (заплановано): будівництво лінії було оголошено 2008 року, її відкриття заплановано 2012 року, ця лінія сполучатиме округ Фрегезія-ду-О з центром міста. Лінія матиме станції пересадок до ліній 1, 4 та до приміських поїздів.

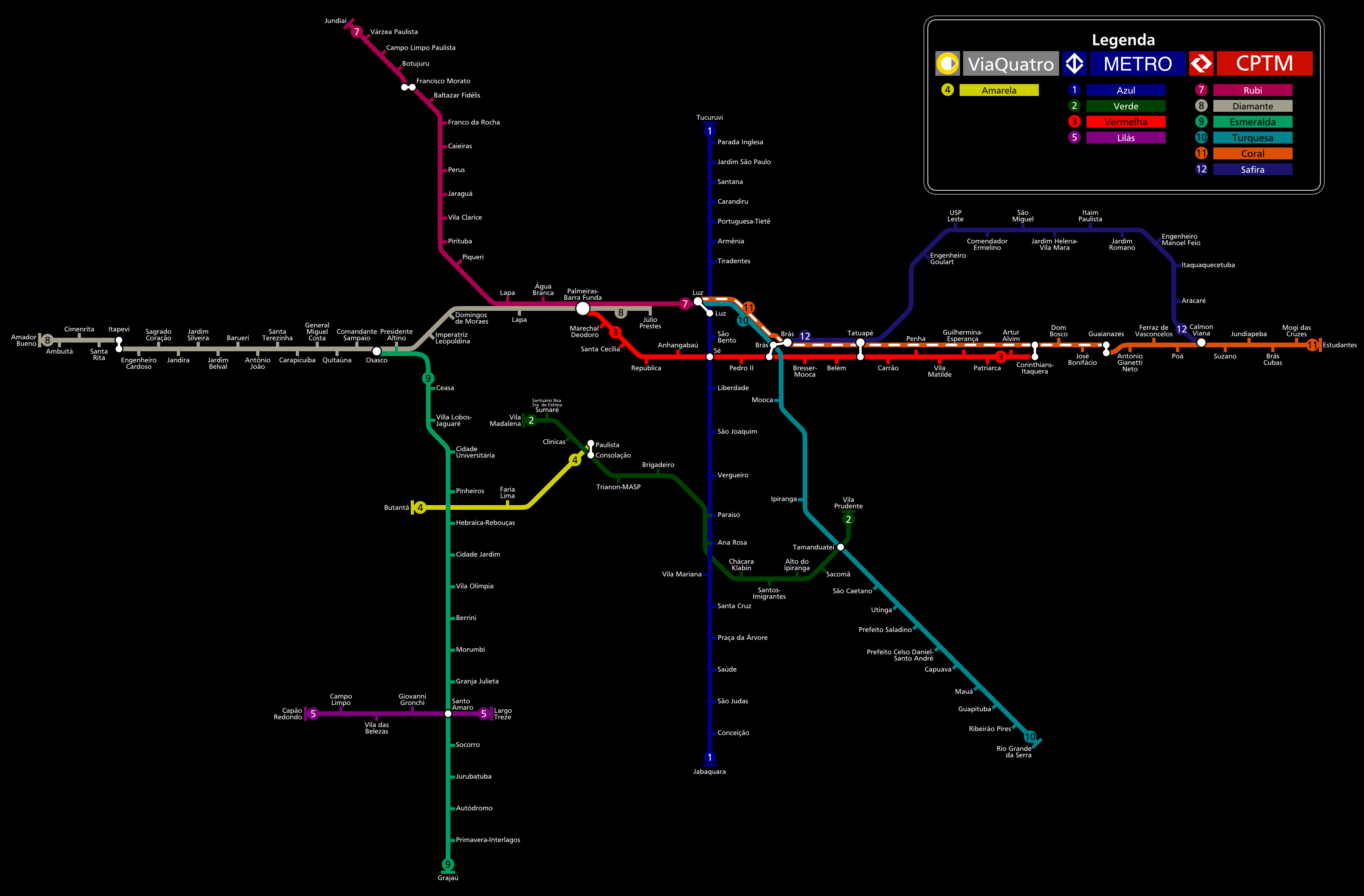
Мапа ліній метро та CPTM.

Система приміських поїздів (CPTM) має лінії, що обслуговуються поїздами на поверхні:
- Лінія 7 — рубінова: раніше частина Залізниці Сан-Паулу, що сполучає станцію Лус у центрі міста з містом Франсіску-Морату, перетинаючи північно-східні райони Сан-Паулу. Ще одна ділянка продовжує лінію до міста Жундіаї. Це найдовша лінія.
- Лінія 8 — діамантова: раніше частина Залізниці Сорокабана, що сполучає станцію Жуліу-Престіс з містом Ітапеві, перетинаючи західні райони Сан-Паулу. Продовження лінії містить ще 4 станції до станції Амадор-Буену біля Сан-Роке.
- Лінія 9 — смарагдова: також частина колишньої залізниці Сорокабана, ця лінія пролягає уздовж проспекту Сполучених Націй до міста Озаску, має станції пересадок до 5-ї лінії метро.
- Лінія 10 — нефритова: раніше південна частина Залізниці Сан-Паулу, зараз — продовження лінії 7 метро до регіону ABC.
- Лінія 11 — коралова: перетинає східні райони міста до округу Гуаянасіс, а її продовження до університетського кампуса в можі-дас-Крузіс.
- Лінія 12 — сапфірова: перетинає північно-східні райони міста від станції Браз до міста Ітакуакесетуба.

### Автобуси і тролейбуси

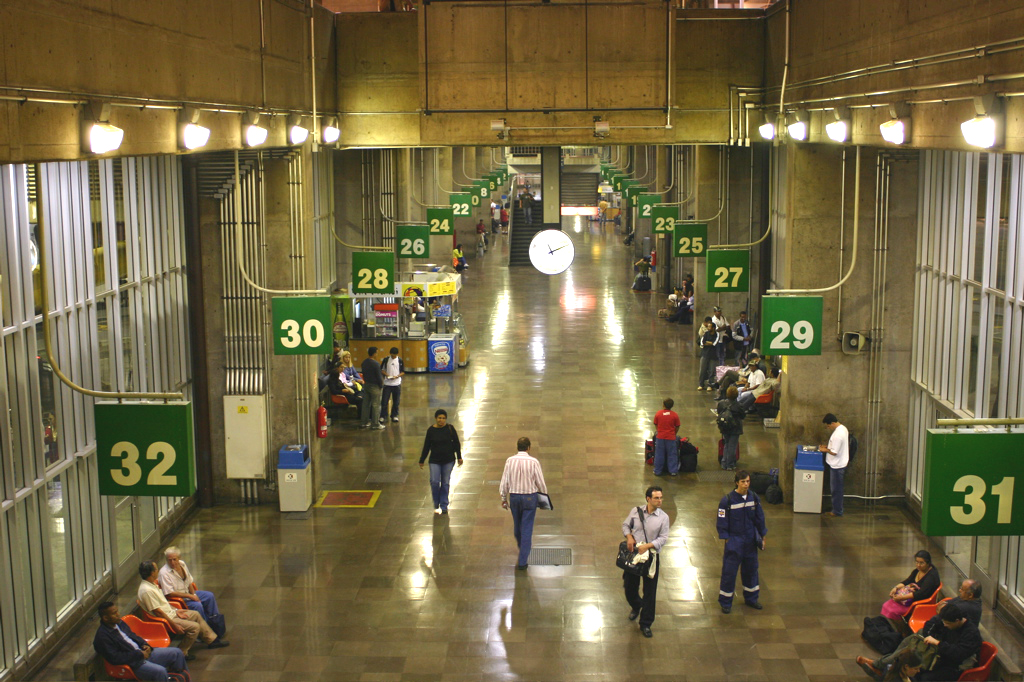
Автовокзал Тіете, другий за розміром автовокзал у світі, розташований в окрузі Сантана.

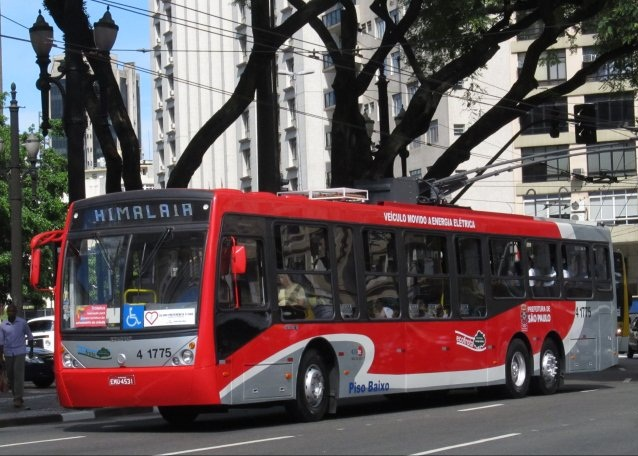
Тролейбус низькопідлоговий 15 метрів в Сан-Паулу.

Автобусна мережа є основою громадського транспорту Сан-Паулу, що обслуговується як державними, так і приватними компаніями та має близько 17 тисяч автобусів фірми Busscar (єдиної фірми Бразилії, що випускає тролейбуси та автобуси) і близько 210 тролейбусів, розфарбованих залежно від району міста, який вони обслуговують (наприклад, світло-зелені — південно-східний район, темносині — північний). У місті переважно працюють моделі тролейбусів Marcopolo Tourino, новий випуск тролейбуса Busscar Urbanuss Pluss LF є єдиним екземпляром у місті.
До останніх років у місті існувала велика кількість приватних маршрутних таксі, часто неофіційних, але зараз майже всі вони зареєстровані урядом, перефарбовані за офіційними кольорами й увійшли до складу офіційної транспортної системи.
В Сан-Паулу рух автобусів контролюється з призначених для цього центрів, для чого використовують багато сучасних технологій, таких як комп'ютерне моделювання, використання системи глобального позиціювання для відстеження розташування автобусів та електронні системи оплати проїзду. У місті також працює деяка кількість екологічно чистих автобусів на водневих двигунах, особливо на найзавантаженіших лініях.
У місті також діє кілька великих автовокзалів, зокрема термінал Тіете вважається другим за розміром автовокзалом у світі (після Нью-Йоркського). Автобуси з нього обслуговують 565 міст більшості штатів країни, окрім її найпівнічніших районів, та навіть інші країни, такі як Уругвай, Парагвай, Аргентина, Чилі й Болівія. Окремі лінії також рухаються до аеропортів міста.

### Гелікоптери
Сан-Паулу також відомий тим, що має чи не найбільшу кількість гелікоптерів на одну особу. У місті літають близько 400 гелікоптерів, здійснюючи близько 70 тис. польотів на рік. Для їх обслуговування у місті діє близько сотні майданчиків для посадки, що дозволяє найбагатшим мешканцям міста уникати частих транспортних проблем на дорогах. Багато компаній міста мають власні гелікоптери, деякі тимчасово орендують їх, а інші користуються послугами повітряних таксі.

## Проблеми міста

Мапа районів міста за ІРЛП, згідно з Муніципальним атласом Сан-Паулу, 2007 рік.

З початку 20 століття Сан-Паулу був найважливішим економічним центром Латинської Америки, а під час Першої та Другої світових воєн та Великої депресії, експорт кави до США і Європи значно знижувався, що змушувало кавових плантаторів інвестувати в промисловість міста. Це перетворило його на промисловий центр Бразилії. Нові хвилі робітників, що прибували до міста, перетворили його на головний центр імміграції у країні, зокрема до міста прибували переселенці з Італії та Північно-східного регіону Бразилії. Унаслідок, кількість населення зросла з 32 тис. мешканців 1880 року до 8,5 млн 1980 року. Настільки швидке зростання спричинило чимало проблем у місті.

### Дефіцит житла та спустошення центральних районів

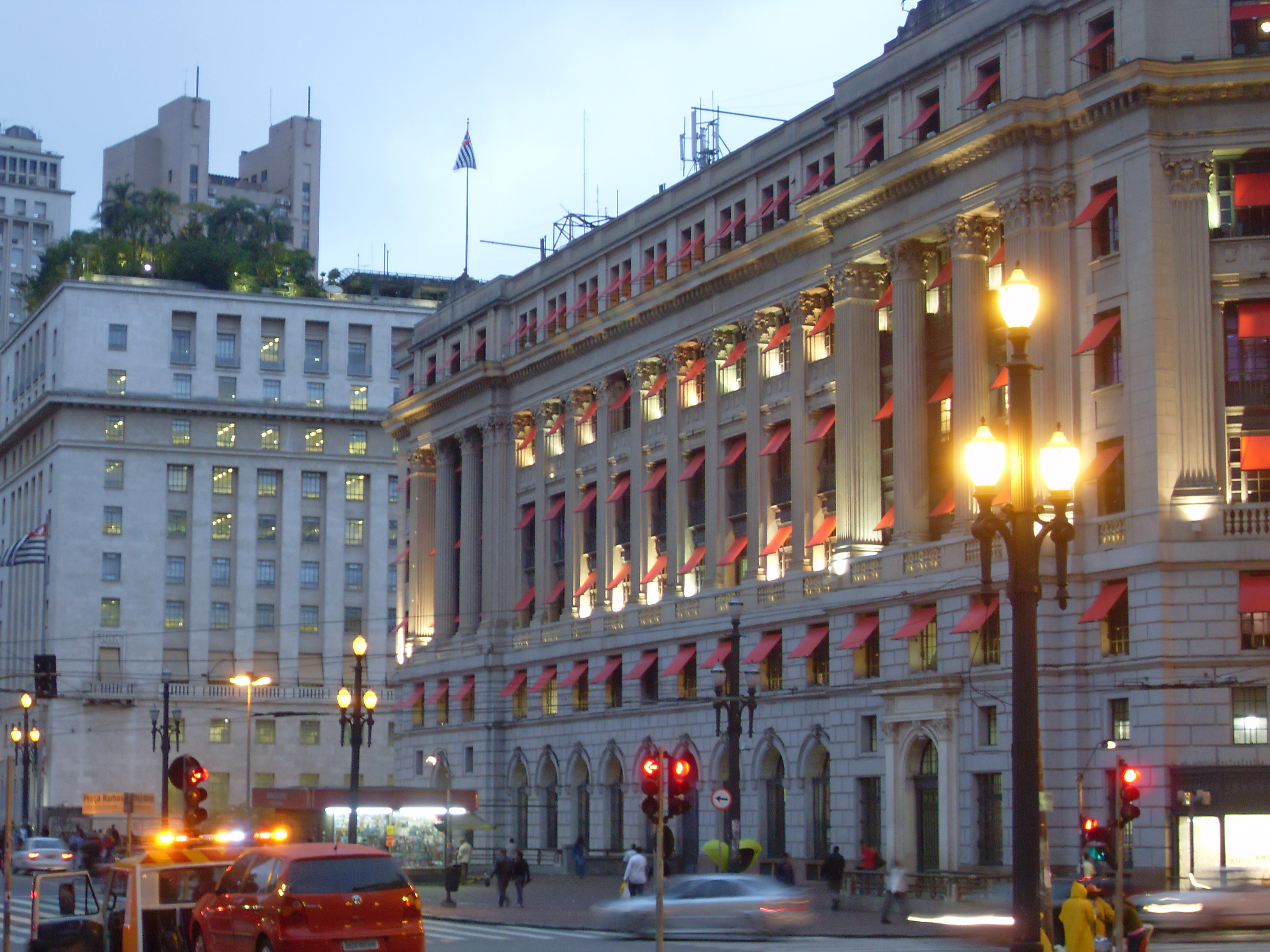
Центр Сан-Паулу з будівлями Shopping Light і Будівля Матараззу

Згідно з даними перепису населення 2000 року, проведеного IBGE, SEADE й іншими організаціями в період 2000–2004 року, муніципалітет відчував нестачу близько 800 тис. одиниць житла, що відповідає житловому фонду міста з населенням у 3 млн мешканців: це число відповідає населенню нетрів (фавел) та перенаселених багатоквартирних будинків. Такий дефіцит відповідає приблизно 10 % дефіциту житла у країні (за оцінками він становить 8 млн одиниць житла). 2006 року з близько 1 523 км² площі муніципалітету, 31 км² були зайняті понад 2 тис. фавел.
Одночасно з проблемою дефіциту житла дані IBGE і SEADE також вказують на те, що в центральних традиційних районах міста та його південно-східних районах відбувається відтік населення, що досягає до 5 % на рік.

### Просторова та соціальна сегрегація
Місто Сан-Паулу також страждає від значної просторово-соціальної сегрегації, а розв'язання цієї проблеми є постійною темою дебатів між фахівцями. Багато дослідників демографії міста вказують на те, що райони між річками Піньєйрус, Тіете і Тамандуатеї, на які префектура історично приділяла значну увагу з точки зору планування та до яких спрямовувалася більшість інвестицій, зараз є районами з найкращими соціальними показниками у місті. Ці райони зараз мають одну з найменших у місті щільність населення, і водночас найрозвиненішу інфраструктуру та систему соціальних послуг. Лише такі райони як Ібірапуера, Кампу-Белу, Віла-Нова-Конейсан, Віла-Олімпія відчувають значне зростання населення. Найбідніше населення, не маючи можливості платити за житло в інших районах, змушене селитися на околицях міста, практично позбавлених інфраструктури. Однак слід відзначити, що навіть у районах, обмежених цими річками, існують райони соціальних вигнанців, такі як фавела Еліополіс. З іншого боку, також існують розвинені райони за межами цих річок, такі як Морумбі, Жардін-Аналія-Франку, Татуапе і Серра-да-Кантарейра.
Крім сегрегації за принципом центр—периферія, що частково пояснює соціальну сегрегацію, помітне й розділення у самих районах, наприклад у Морумбі, що містить розташовані поруч дорогі райони та фавели. Це явище виникло через різні моменти історії планування міста: останнім було перетворення проспекту Берріні на діловий район. Однією особливістю цього перетворення є те, що район проспекту Берріні був порівняно малонаселеним через нездорову місцевість біля річки Піньєйрус. Через це мешканці воліли селитися подалі від річки, у районі Бруклін. Заселення району проспекту Берріні відбулося внаслідок значних інвестицій, які залучалися для будівництва офісів та істотно змінили вигляд району.
Протягом останніх двох десятиліть, почастішали випадки, які фахівці міського планування називають джентрифікацією (оновленням) раніше непривабливих районів, особливо протягом правління Жозе Серри та Жілберту Кассаба, що, зокрема, виявились у перебудуванні району Нова-Лус.
Через деградацію центральних районів міста, що зростає, поширилися проєкти деурбанізації, рекваліфікації та ревіталізації районів міста. Райони, розташовані поруч з центром, такі як Капан-Редонду, що історично приваблювали бідне населення та у яких відчувалася нестача інфраструктури, зараз відчувають значний економічний підйом. Зараз ці райони стали центрами інвестицій у комерцію й інфраструктуру.
Деякі дослідження вказують на великий економічний підйом 1970-х років (відомий як «економічне диво»), що приваблював нових мігрантів до міста, переважно з Північного сходу, як на причину покращення умов життя, викликаних проблемами сегрегації.

### Транспортні проблеми

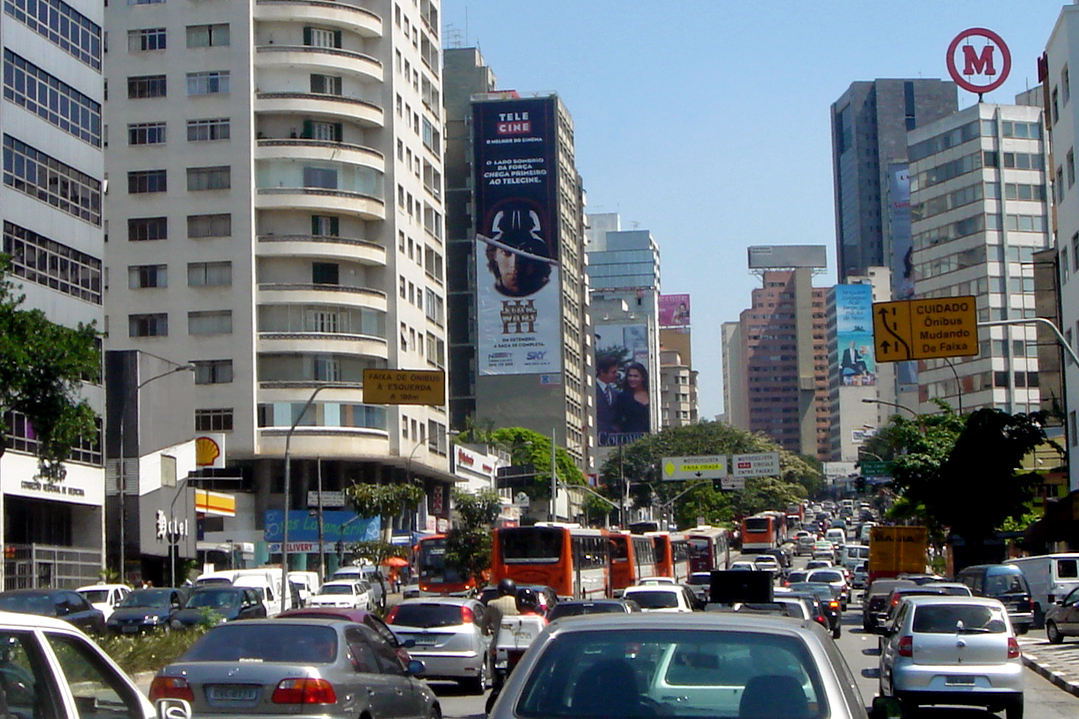
Дорожній затор на вул. Консоласан

Мешканці міста Сан-Паулу мають приблизно 6 млн автомобілів. Унаслідок в місті часті дорожні затори, що постійно виникають протягом годин пік. Починаючи з 1996 року префектура здійснила багато заходів з метою покращення транспортних умов, зокрема покращення доріг, обмеження числа наявних стоянок у центрі міста та змушення вантажівок рухатися поза містом. Проте затори залишаються великою проблемою, а рекордний затор у березні 2008 року мав довжину 266 км.
Сьогодні з метою поліпшення транспортних умов уряд інвестує значні кошти у розвиток системи метро та приміських поїздів CPTM, відкриття автобусних маршрутів, розширення шосе Маржінал-Тіете і Маржінал-Піньєйрус, спорудження кільцевої дороги і введення плати за проїзд.

### Злочинність
Індекси злочинності та насильства у місті залишаються дуже високими, особливо у периферійних районах та сусідніх муніципалітетах. Однак, враховуючи розміри міста та висвітлення в пресі, оцінки насильства є дещо перебільшеними. Так, Сан-Паулу є 493-тім у списку найкримінальніших міст Бразилії. Серед столиць штатів, станом на 2006 рік, він є четвертим найменш кримінальним, вище лише за міста Боа-Віста, Палмас і Натал. Число вбивств на душу населення у місті (23,7 на 100 тис. на рік) також менше за інші великі міста країни, такі як Ресіфі (90,9), Куритиба (49,3), Белу-Оризонті (49,2) і Ріо-де-Жанейро (37,7). Більш того, індекси злочинності безперервно зменшуються протягом останніх 8 років. Так, кількість вбивств зменшилася 2007 року на 63 %, у порівнянні з 1999 роком.
В Сан-Паулу виникла найбільша злочинна банда Бразилії "Перша столична команда".
Число вбивств на рік

### Чорний ринок і торгівля піратською продукцією

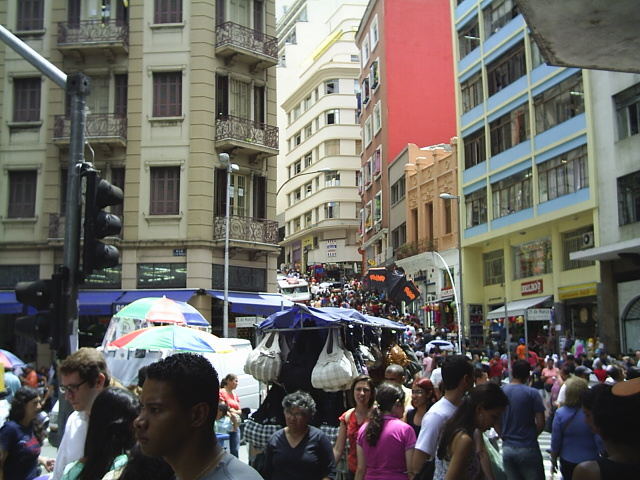
Вул. 25 березня — центр торгівлі піратською продукцією міста

Місто Сан-Паулу знаний як центр торгівлі контрабандною, піратською та фальсифікованою продукцією, перш за все така торгівля здійснюється у кількох районах у центрі міста, таких як вулиця 25 березня, вул. Санта-Іфіженія та районах біля станцій метро. Тут можна придбати піратські версії програмного забезпечення, фільмів та альбомів на CD та DVD, або різноманітні аксесуари та предмети одягу, такі як сумки й футболки, що є підробками виробів відомих міжнародних компаній. Останніми роками, піратська торгівля, проте, почала зменшувати обсяги.

### Забруднення навколишнього середовища

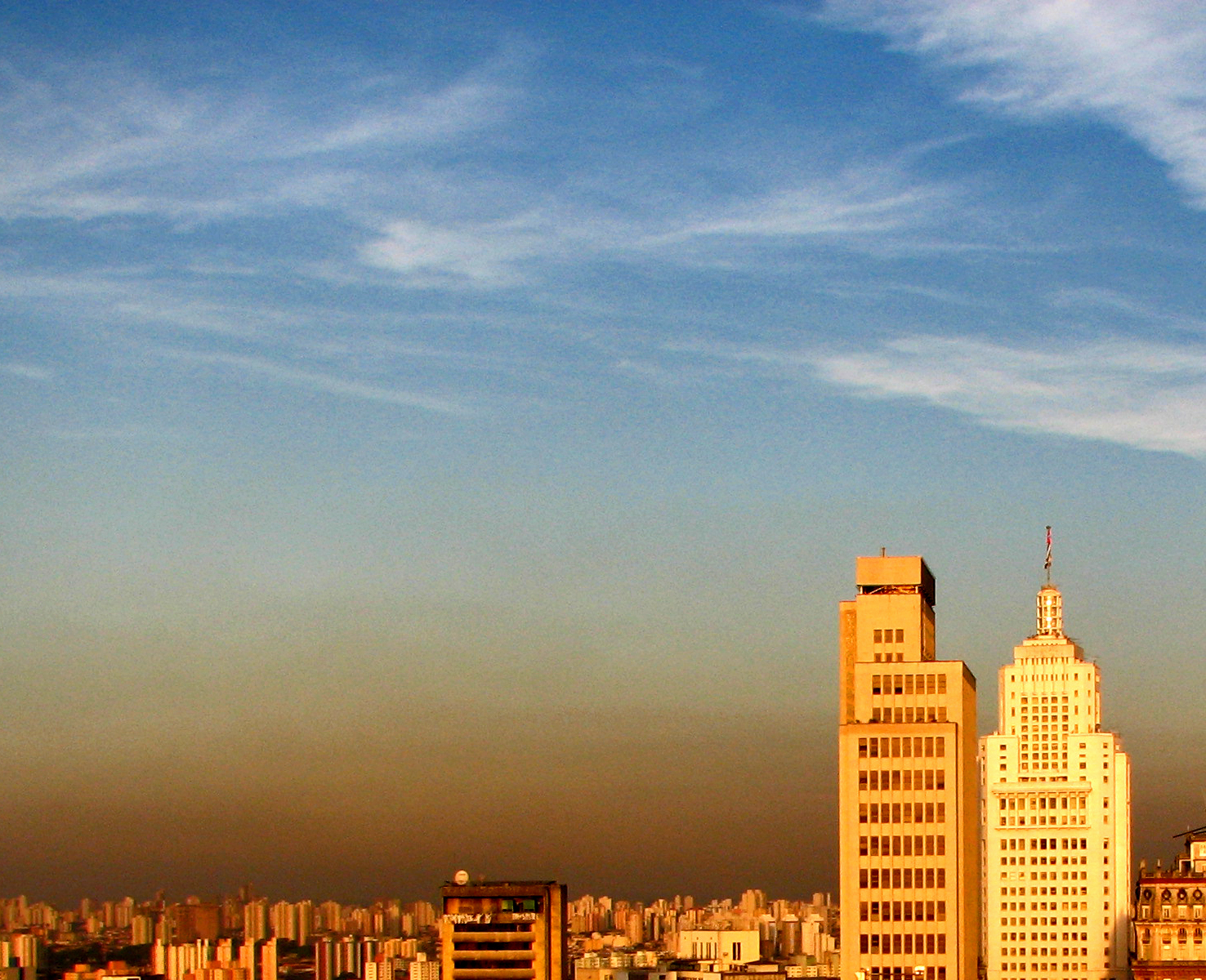
Смог на лінії горизонту у місті на фоні будівель Алтіну Арантіса і Банку Бразилії

Забруднення повітря у місті є великою проблемою, перш за все через велику кількість автомобілів у місті.

Крім забруднення атмосфери, місто також страждає від забруднення джерел води, зокрема його головних річок, Тіете і Піньєйрус. Зараз на річці Тіете здійснюється програма очищення, що триває вже кілька років. Крім поганого смаку води, процес урбанізації протягом останніх десятиліть викликав великий спектр проблем, особливо у центральних і нових районах, мешканцям яких важко отримати воду з джерел поза містом. Крім того, у цих районах індивідуальний транспорт переважає над публічним, що приводить до підвищеного рівня забруднення навколишнього середовища. Проблема постачання води у місті та всій агломерації є важливою причиною побоювань муніципалітету: Сан-Паулу не має великих джерел води у навколишніх районах, що вимагає її постачання з віддалених районів. Проблема забруднення води особливо важлива через експансію міста, що збільшує складність постачання до найбідніших районів на периферії.

## Освіта та наука

### Статистика
У місті діє 2725 початкових шкіл, 2998 дошкільних установ, 1199 середніх шкіл та 146 закладів вищої освіти, що робить місто найбільшим освітнім центром країни. У місті перебуває 2 850 133 студентів та школярів різного рівня і 153 284 викладачів.
| Статистика освітніх установ Сан-Паулу | Статистика освітніх установ Сан-Паулу | Статистика освітніх установ Сан-Паулу | Статистика освітніх установ Сан-Паулу | Статистика освітніх установ Сан-Паулу | Статистика освітніх установ Сан-Паулу | Статистика освітніх установ Сан-Паулу |
| Рівень                                | Число учнів/студентів                 | Відсоток публічних установ (%)        | Викладачів                            | Число закладів                        | Відсоток публічних установ (%)        | Рік цитати                            |
| ------------------------------------- | ------------------------------------- | ------------------------------------- | ------------------------------------- | ------------------------------------- | ------------------------------------- | ------------------------------------- |
| Дошкільні установи                    | 371 838                               | 72,75                                 | 17 878                                | 2 998                                 | 24,25                                 | 2007                                  |
| Початкові школи                       | 1 591 536                             | 82,11                                 | 71 569                                | 2 725                                 | 55,27                                 | 2007                                  |
| Середні школи                         | 457 680                               | 84,15                                 | 28 009                                | 1 199                                 | 51,96                                 | 2007                                  |
| Заклади вищої освіти                  | 429 079                               | 11,22                                 | 35 828                                | 146                                   | 4,11                                  | 2005                                  |

Фактор освіти у складі ІРЛП у муніципалітеті станом на 2000 рік становив 0,919 — відносно високий, він значно збільшився завдяки Програмі ООН з розвитку (PNUD), зокрема, частка неписьменних (нездатних читати), за даними перепису IBGE 2007 року, знизилась до 4,9 %, вище лише за міста Куритиба, Порту-Алегрі, Флоріанополіс, Ріо-де-Жанейро, Віторія і Белу-Оризонті. Таким чином, згідно з ІРЛП за 2007 рік, Сан-Паулу посідає дев'яту позицію серед столиць бразильських штатів. За результатами Національного екзамену середньої освіти (ENEM) 2007 року, три школи міста увійшли до двадцятки найкращих шкіл країни, зокрема Colégio Vértice, Colégio Bandeirantes і Móbile, що перебували, відповідно, на третьому, десятому та двадцятому місцях. Проте, через істотні соціальні відмінності різних районів міста, у деяких бідних районах отримання шкільної освіти є важким через нестачу шкіл та їхніх ресурсів. Спорудження нових шкіл у цих районах часто ускладнюється високим рівнем злочинності та насильства.

### Заклади вищої освіти

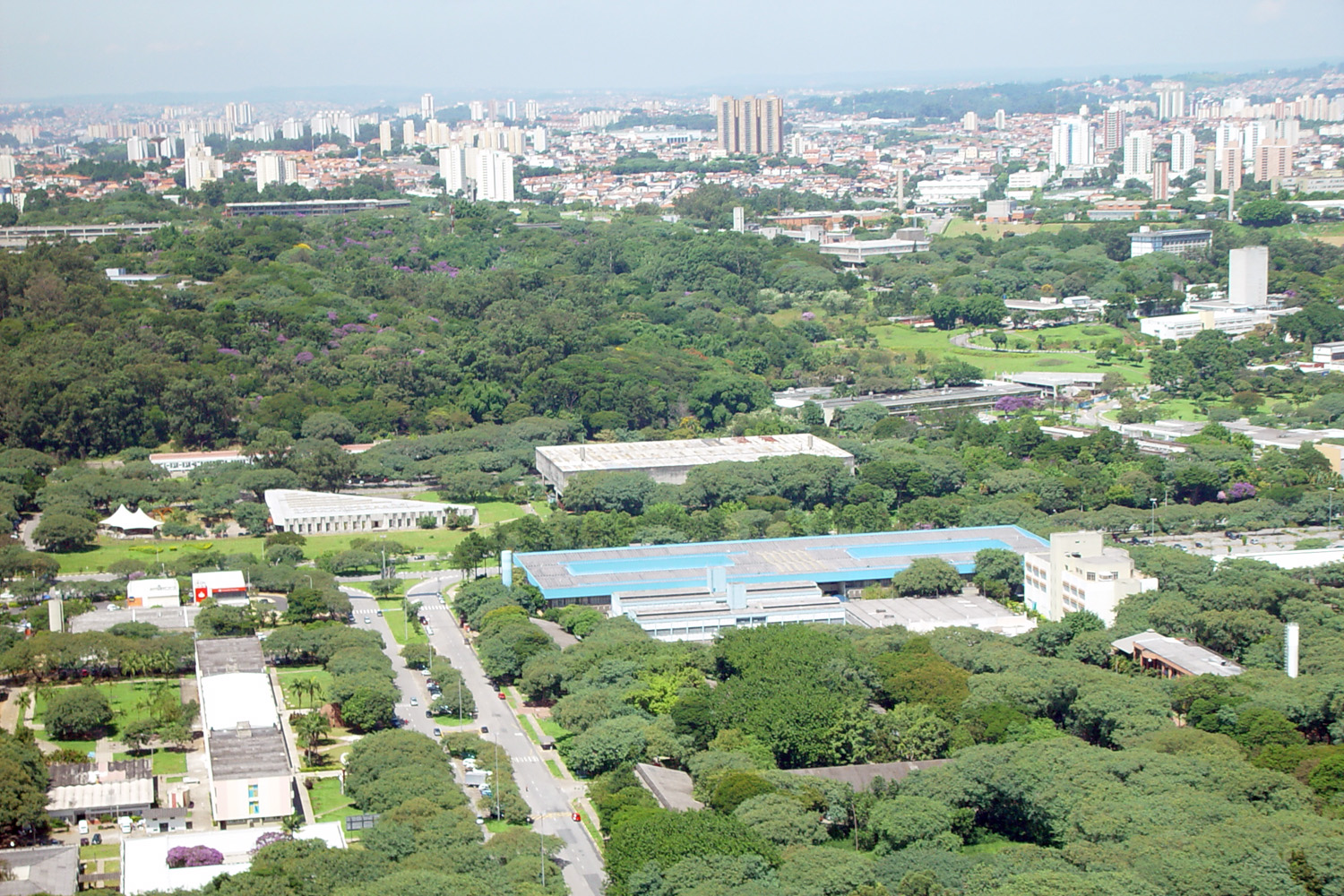
Університет Сан-Паулу (USP)

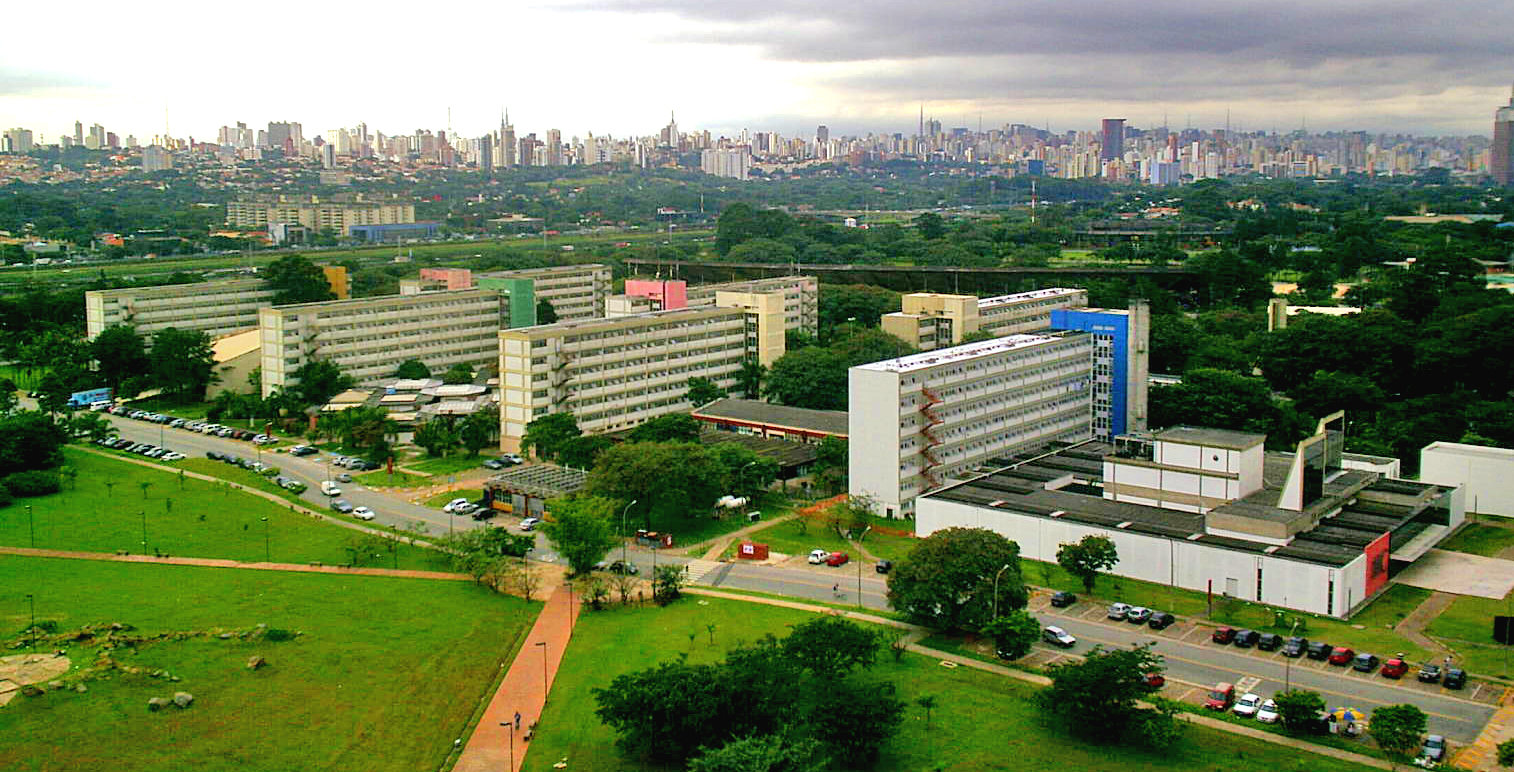
Гуртожитки USP

Освіта майже суто здійснюється португальською, офіційною мовою країни. Також обов'язковими для вивчення є англійська й іспанська мови.
У місті діють кілька університетів і закладів вищої освіти нижчого рівня, зокрема найбільшими з них є:
- Університет Сан-Паулу;
- Папський католицький університет Сан-Паулу;
- Університет штату Сан-Паулу Жуліу ді Мескіта Філью;
- Пресвітеріанський університет Маккензі;
- Федеральний університет Сан-Паулу;
- Методистський університет Сан-Паулу;
- Вища школа реклами та маркетингу;
- Фонд Жетулью Варгаса;
- Фонд Арманду Алвасіса Пентеаду;
- Університет Анембі Морумбі;
- Бразильський інститут фондового ринку;
- Коледж соціальної комунікації Каспера Ліберу.

### Наука

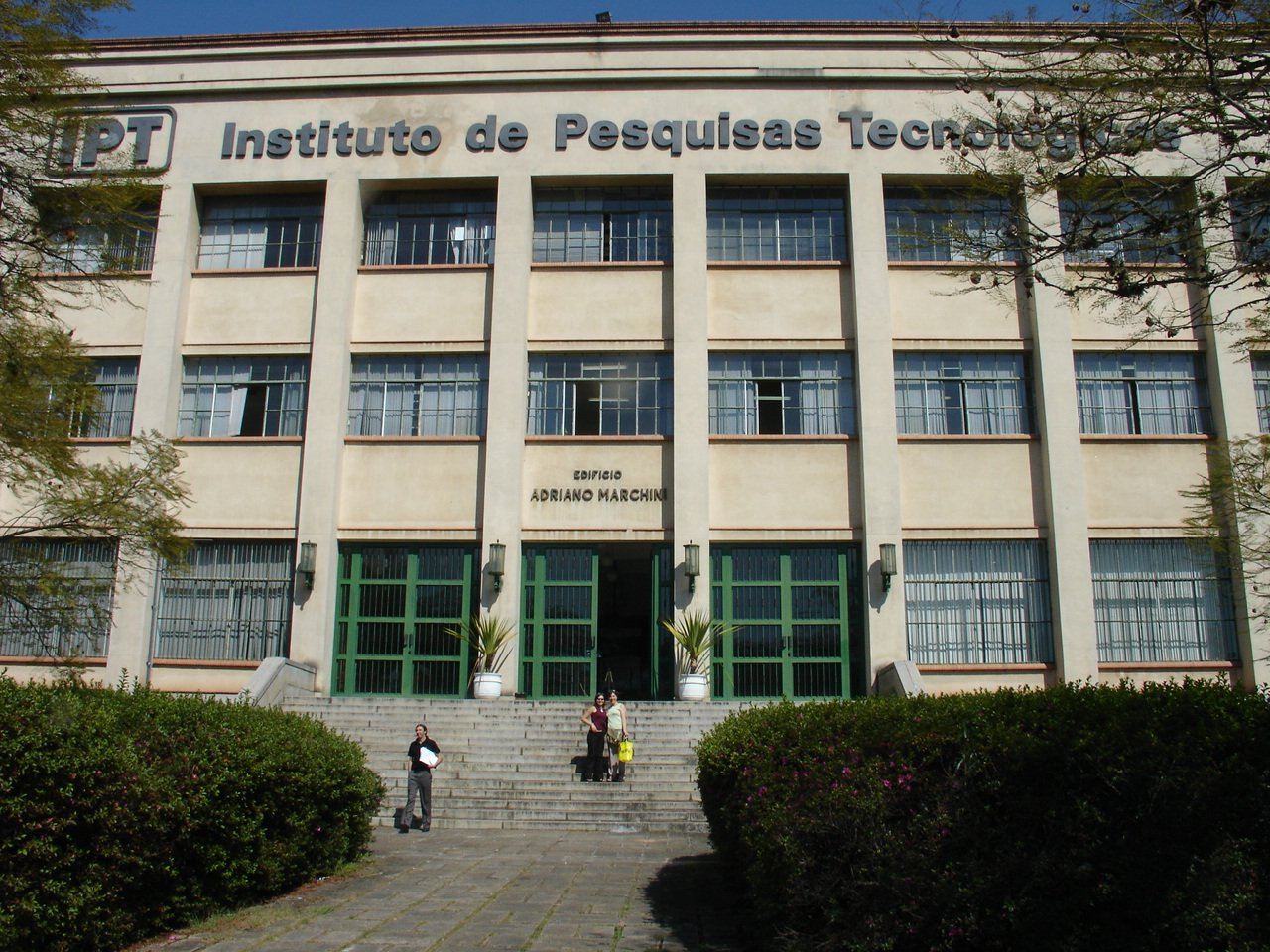
Інститут технологічних досліджень

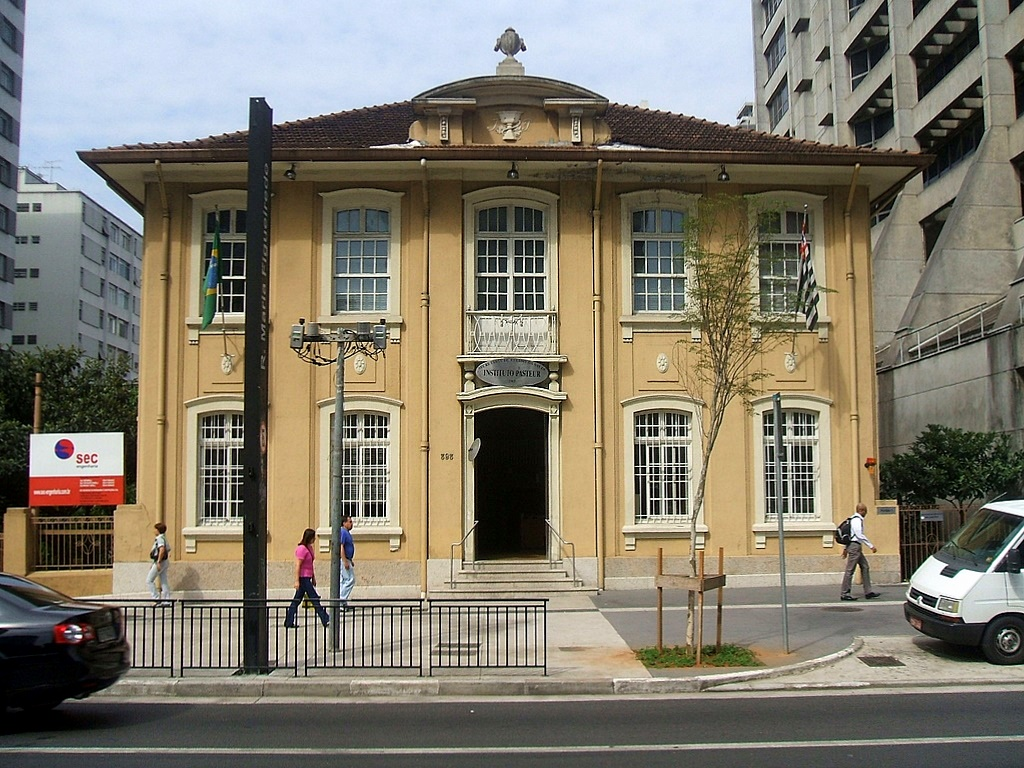
Інститут Пастера

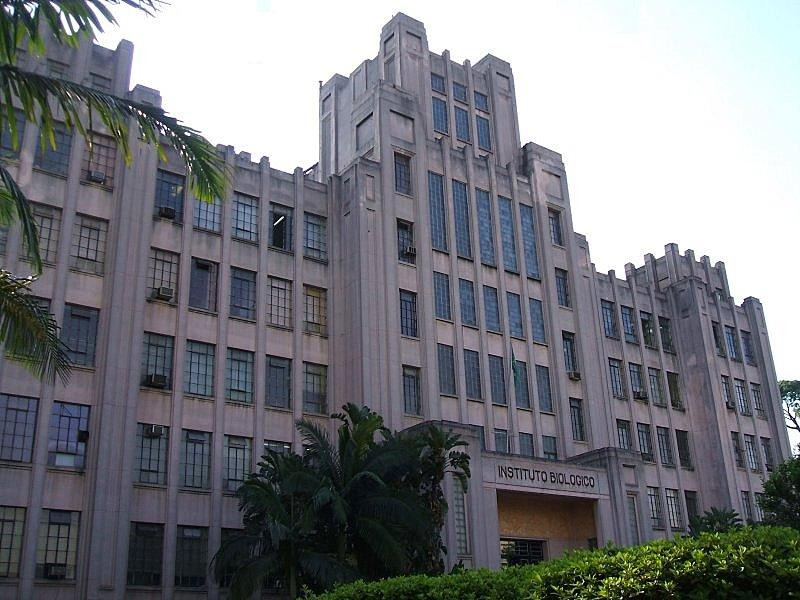
Біологічний інститут

Сан-Паулу є одним з найбільших центрів досліджень та нових технологічних розробок у Латинській Америці, на початку 21-го століття витрати приватних підприємств на ці цілі зростають. Привабливості міста для створення дослідницьких установ сприяє наявність відомих університетів та державних лабораторій, що забезпечують існування необхідної інфраструктури для досліджень та наявність кваліфікованих працівників. Наявності дослідницьких установ також сприяє виділення урядом штату великих коштів на дослідження, перш за все через Фонд підтримки досліджень Сан-Паулу (Fundação de Amparo à Pesquisa do Estado de São Paulo — Fapesp), один з найбільших наукових фондів країни.
Головні наукові установи міста:
- Інститут технологічних досліджень — розташований у кампусі площею 240 тис. м² в Університетському містечку Арманду ді Саллеса Олівейри, являє собою одну з найбільших наукових установ Латинської Америки, що має 13 спеціалізованих будівель та 30 лабораторій[71][72]. Інститут займається дослідженнями в галузі нових технологій, випробуваннями й аналізом у галузях металургії, енергетики, прикладної геології, хімії й інших інженерних галузях, так само інститут є інкубатором нових підприємств у галузі технології[71].
- Інститут енергетичних та ядерних досліджень — цей інститут був відкритий 1956 року під назвою «Інститут атомної енергії» в межах Університету Сан-Паулу. Зараз інститут адміністративно підпорядкований Національній комісії ядерної енергії (CNEN)[73]. Приміщення інституту мають площу 500 тис. м² в Університетському містечку Арманду ді Саллеса Олівейри (CUASO)[73]. Тут проводяться дослідження та технологічні розробки матеріалів та обладнання для ядерної енергетики, досліджуються ядерні реактори, процедури безпеки та радіаційного захисту[73]. Разом з Університетом Сан-Паулу інститут має програми для аспірантів на рівні магістратури та докторантури[73].
- Інститут Бутантан — центр біомедичних досліджень, заснований 1901 року на фазенді Бутантан, а зараз підпорядкований Секретаріату охорони здоров'я Сан-Паулу. Тут виробляються різноманітні антигени та вакцини, це головний виробник сироватки крові в країні[74], центр має міжнародну відомість через його дослідження отруйних тварин. У складі інституту працюють 14 лабораторій та центр біотехнологічних досліджень[75].
- Біологічний інститут — дослідницький інститут, заснований 1927 року з метою підтримки кавової галузі штату, зараз присвячений розробці та дослідженням біологічної безпеки та встановленню стандартів фіто- і зоосанітарії[76]. Тут також проводяться лабораторні випробування та виробництво вакцин та антигенів. Також працівниками інституту здійснюється багато фундаментальних наукових досліджень та підтримується колекція патогенних мікроорганізмів[76].
- Інститут Пастера — цей інститут пов'язаний Сектетаріату охорони здоров'я Сан-Паулу та присвячений науковим дослідженням сказу й інших хвороб тварин. Інститут був заснований 1903 року[77], та проводить багато досліджень з бактеріології та зоопатології, це одна з найвідоміших установ у галузі Латинської Америки[77].
- Інститут тропічної медицини Сан-Паулу — дослідницький інститут, заснований 1959 року[78] як підрозділ Факультету медицини Університету Сан-Паулу з метою проведення досліджень та спонсорувати дослідницькі програми і технології з діагностики, лікування, контролю і запобігання тропічних хвороб і ендемій[78], перетворений 2000 року на спеціалізовану установу з повною внутрішньою автономією[78]. Інститут робить великий внесок у різних галузях досліджень та є центром розробки, покращення та впровадження різноманітних спеціалізованих служб у штаті[78].
- Інститут лісництва — дослідницький інститут, створений 1896 року під назвою «Ботанічний сад Сан-Паулу»[79] з метою збереження рідних до цього району видів рослин. Також інститут займається дослідженнями, направленими на збереження диких видів, відновлення лісів та раціональних методів лісового господарства, програмами захисту навколишнього середовища. Інститут керує багатьма парками та заповідниками[79].

### Література

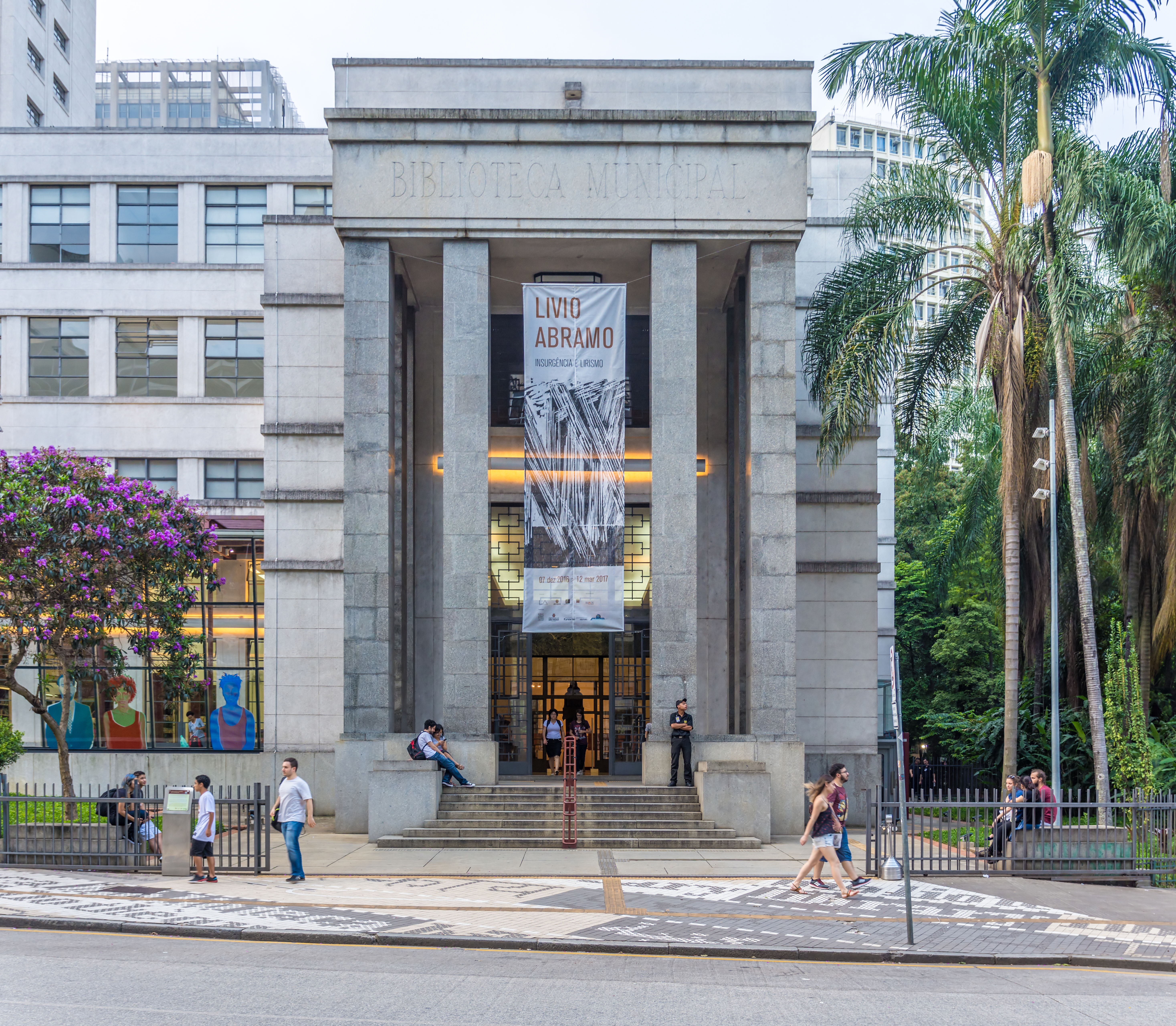
Бібліотека Маріу ді Андраді

## Культура

### Музика

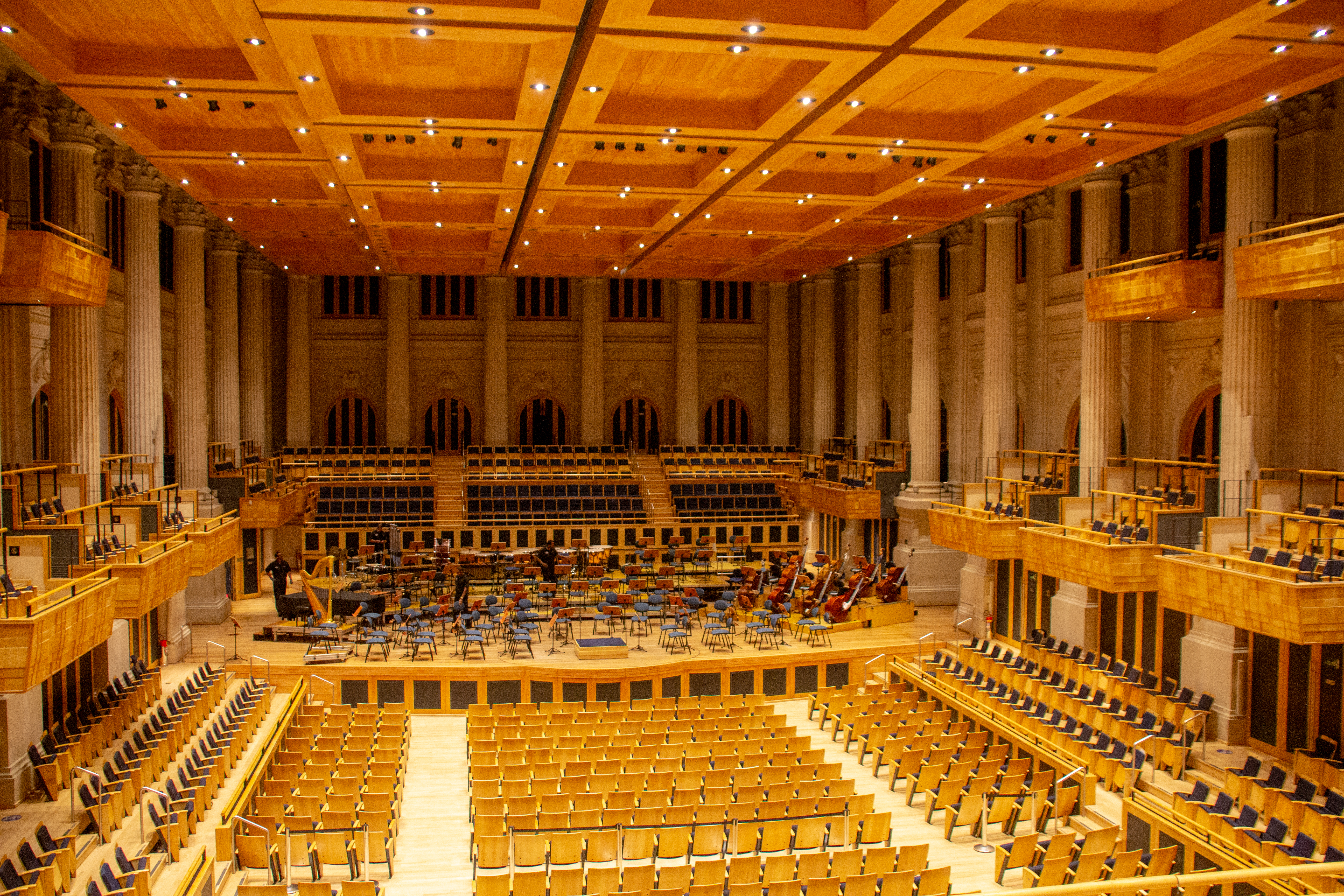
Зал Сан-Паулу

Місто відоме багатьма музичними фестивалями, звідки походять та тут працювали багато відомих музикантів, що представляють різноманітні стилі.
Відомий співак та композитор у стилі самба Адоніран Барбоза став популярним на початку радіоери Сан-Паулу. Народившись у місті Валіньюс 1912 року, він отримав величезну популярність серед найбіднішого населення Сан-Паулу, зокрема, італійських іммігрантів районів Бейшада (Бела-Віста) і Браз та мешканців нетрів. Гурт Demônios da Garoa, що грає у традиційному стилі, все ще виконує його пісні, досі популярні в місті.
З кінця 1960-х років гурт психоделічного року Os Mutantes привів музичну сцену міста до національного визнання. Успіх гурту часто пов'язують з іншими музикантами стилю тропікалія, хоча вони мали певні особливості та власні ідеї. Часто їх розглядають як характерно «паулістських» в одязі та стилі поведінки. Os Mutantes випустили п'ять альбомів до того, як соло-співачка гурту Ріта Лее розпочала сольну кар'єру 1972 року. З 1990 року гурт став відомим і за кордоном (за легендою, бразильська студентка в Каліфорнії забула вінілову пластинку із записами гурту, що сподобалася її сусідам та призвела до популяризації гурту в США). 2000 року вийшов Technicollor, англомовний диск гурту, з дизайном Шона Леннона.

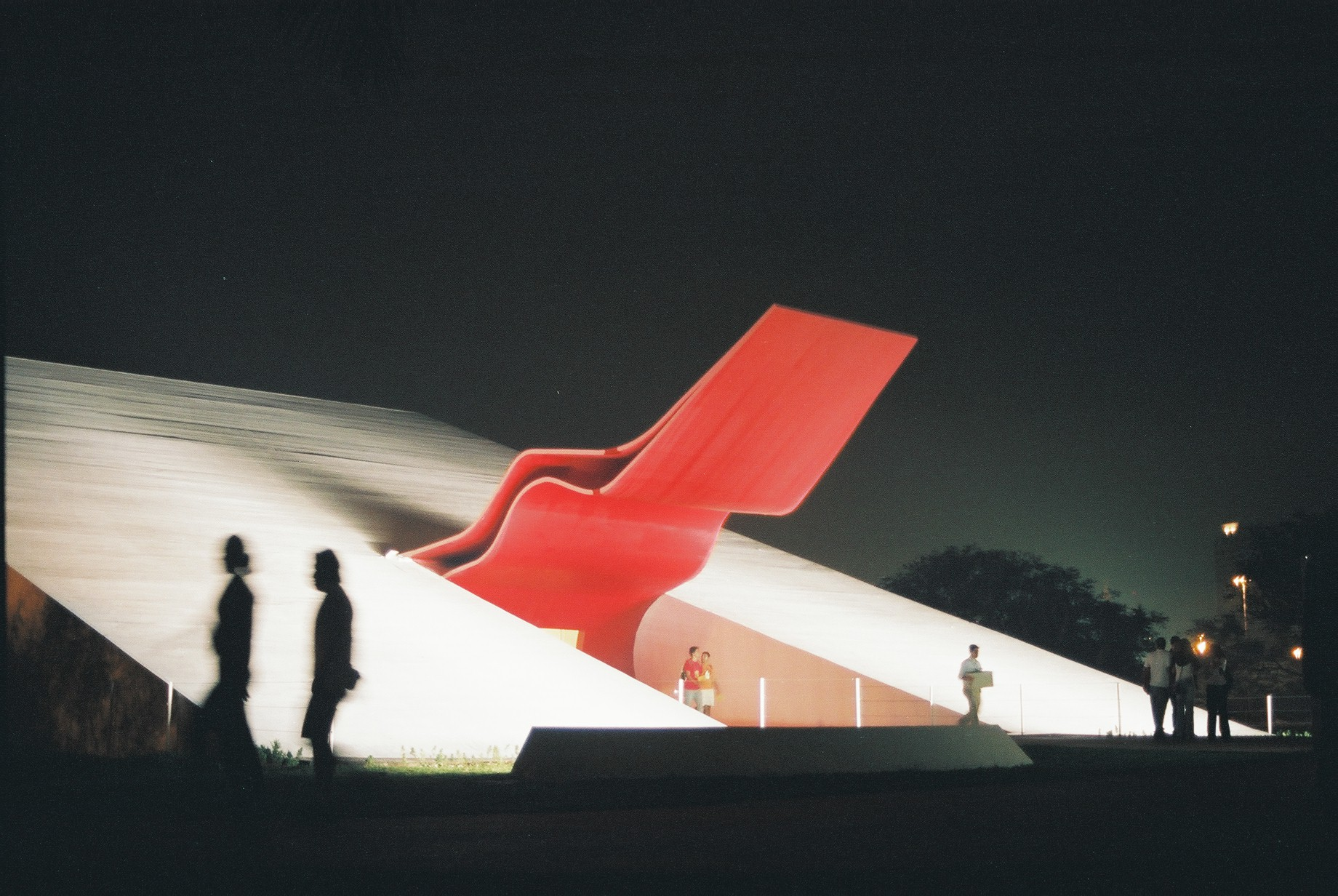
Аудиторія Ібірапуера

В 1980-х роках, під час економічної рецесії, у місті набули популярності стилі панк і гаражна музика, що зазвичай асоціюється зі зростанням безробіття та відсутністю економічних перспектив молоді. Рок-гурти барів та клубів були переповнені безробітними музикантами, що очікували свого часу. Цього часу здобули популярність такі гурти як Ira! і Titãs. У 1990-х, новим музичним стилем став drum & bass, з такими виконавцями як DJ Marky, DJ Patife, XRS, Drumagick і Фернанда Порту. Також у місті виникло багато гуртів стилю важкий метал, наприклад Angra, Torture Squad, Korzus і Dr. Sin. Many.
Класична музика в Сан-Паулу також завжди залишалася популярною. Багато відомих бразильських композиторів класичного стилю все ще працюють у місті, наприклад Амарал Віейра, Освалду Ласерда і Едсон Зампронья, всі вони народилися у цьому місті. В Сан-Паулу діють два відомі оперні театри: Муніципальний театр Сан-Паулу і Театр Сан-Педру, деякі оперні постанови відбуваються в таких залах як Кредікард-Холл. Місцевий баритон Паулу Сзот виграв міжнародну нагороду Тоні за виконання 2008 року мюзиклу Саут-Пасіфік. Симфонічний оркестр штату Сан-Паулу також вважається одним з найвідоміших у Латинській Америці та у світі.

### Театри

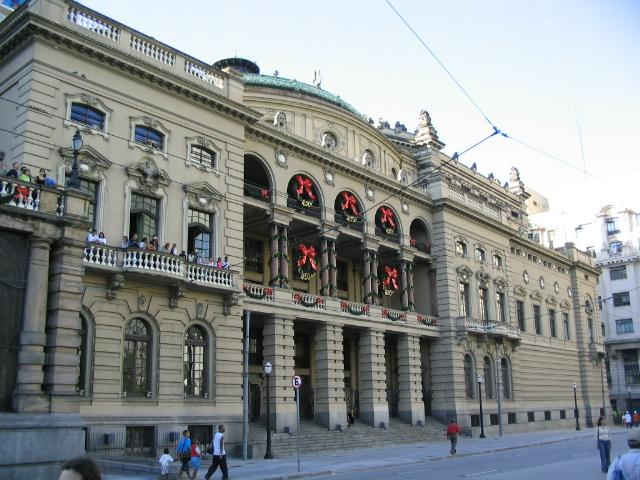
Муніципальний театр Сан-Паулу

Вважається, що перша театральна вистава в Бразилії була проведена саме в Сан-Паулу. Португальський єзуїт Жозе ді Анч'єта, один із засновників міста, сам писав короткі п'єси, що ставилися індіанцями у місіях. Після закриття єзуїтських місій, проте, місто втратило театральне та загалом культурне значення. Лише на початку 20 століття, через багатство, принесене до штату кавовими плантаціями, тут почали ставити нові театральні вистави, перш за все переселенцями з Європи. В країні тим часом вже діяли відомі театри, зокрема Педру II запрошував трупи до Рібейран-Прету, театри діяли в Манаусі та Ріо-де-Жанейро. Проте місто Сан-Паулу почало набувати культурного значення лише за часів авангардного руху. Саме тут уперше почав виступати Бразильський комедійний театр. У 60-ті роки найвідоміші вистави країни ставилися двома групами, одна з них, Театр Арена, у Сан-Паулу. Цей театр почав працювати як студентський театр Драматичної школи, заснованої Алфреду Мескіта 1948 року. 1958 року група виступила з поставою п'єси «Eles não usam black tie» («Вони не носять чорні краватки») Джанфранческо Гуарнієрі, першої в історії власне бразильської драми, написаної про найманих робітників.
Після перевороту 1964 року театральні постанови почали фокусуватися на бразильській історії. Театр Арена став майданчиком боротьби проти цензури військового уряду. Велику роль того часу почав грати і Театр Офісіна, саме тут розпочався рух тропікалія. Багато п'єс, що ставилися там, розповідали про історичні події, наприклад «O Rei da Vela», «Galileu Galilei» (1968), «Na Sela das Cidades» (1969) і «Gracias Señor» (1972).
Зараз у місті ставляться п'єси різноманітних жанрів, тут діють десятки театрів, в яких виконують класичну музику, ставлять балетні та авангардні постанови.

### Музеї

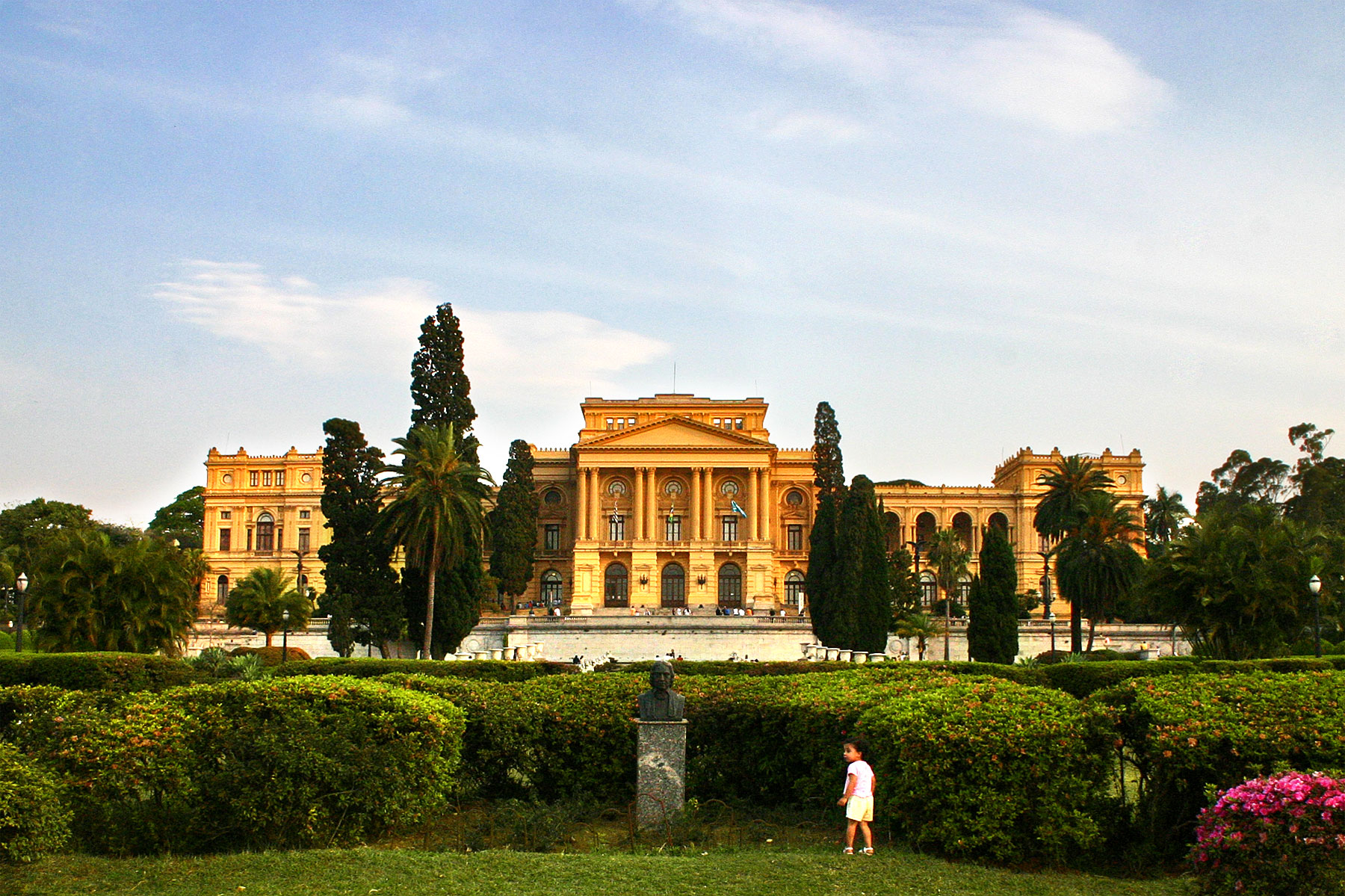
Музей Пауліста

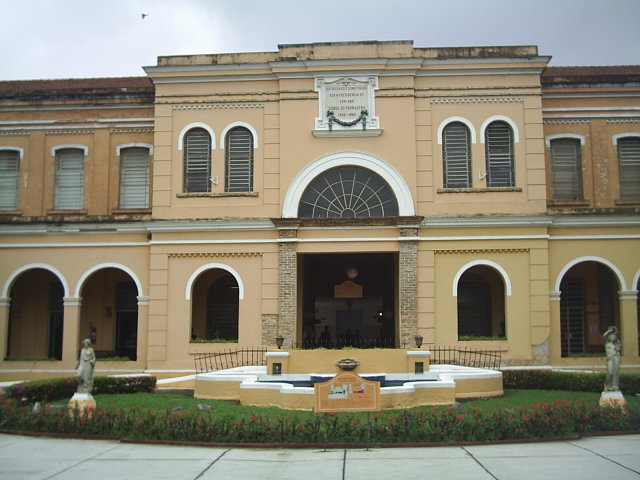
Меморіал іммігрантів

Через величезне значення в історії, політиці та економіці Бразилії, Сан-Паулу фактично є величезним музеєм просто неба, багато його районів та будівель мають історичне значення. Місто має велику кількість відомих музеїв та художніх галерей, де виставлені зразки багатьох жанрів мистецтва, зокрема релігійне та сучасне мистецтво, колекції наукового, політичного, релігійного значення та багато інших. Список музеїв Сан-Паулу містить 76 позицій. Найвідоміші з музеїв та пам'яток архітектури:
- Музей Пауліста або Іпіранга — перший музей, збудований з метою збереження пам'яті проголошення незалежності Бразилії, що був відкритий 7 вересня 1895 року під назвою «Музей природної історії», а 1919 року став суто історичним музеєм. Зараз його колекція містить близько 100 тис. експонатів, що включають твори мистецтва, меблі, одяг й інші речі, що свого часу належали відомим особам, які брали участь у бразильській історії, зокрема дослідників нових територій та імператорів. У приміщеннях музею також містить бібліотека з близько 100 тис. томів та Центр історичних документів (Centro de Documentação Histórica) з близько 40 тис. рукописів.
- Меморіал Латинської Америки — цей музей, площею приміщень понад 78 тис. м², будувався з метою представлення всіх країн Латинської Америки, походження їхнього населення та їхньої культури. Зараз музей також є однією зі штаб-квартир Латиноамериканського парламенту (Parlatino). Будівля була спроєктована архітектором Оскаром Німеєром та має великий павільйон, де знаходиться постійна колекція виробів різних країн цієї частини світу, бібліотека, що містить книги, газети, журнали, відеоматеріали та документи, що розкривають різноманітні аспекти історії Латинської Америки, та аудиторія, що може вмістити до 1679 осіб.

- Меморіал іммігрантів — музей, що був відкритий з метою збору та збереження документів та пам'ятних речей іммігрантів, що прибували до Бразилії в пошуках надії, багатства або просто спокійного від воєн та революцій життя їхніх власних країн. Музей розташований в одній зі старих будівель міста, ця будівля була збудована в 1886—1888 роках в окрузі Браз як готель або гуртожиток, що надавав тимчасове житло цим іммігрантам. З 1882 до 1978 року до міста прибували представники понад 60 національностей, представники всіх цих груп зупинялися в цій будівлі, і всі вони представлені в документах та матеріалах сучасного музею. У готелі в середньому мешкало близько 3 тис. осіб одночасно, але за певними обставинами це число іноді досягало 8 тис. Крім матеріалів щодо іммігрантів, музей також містить відновлені зразки дерев'яних пасажирських вагонів колишньої Залізниці Сан-Паулу.
- Зоологічний музей Університету Сан-Паулу — цей музей обіймає площу близько 700 тис. м², тут зібрані тварини-представники тропічної та субтропічної фауни країни, найбільш ранні мають вік понад 50 років. У вестибюлі музею міститься інформація про головні типи досліджень, що проводяться працівниками Університету. Тварини згруповані за традиційною класифікацією: риби, земноводні, плазуни, птахи, ссавці, деякі безхребетні, такі як членистоногі, корали та молюски. Музей також містить бібліотеку, що спеціалізується на зоології та має матеріали, призначені як для фахівців, так і для загальної аудиторії, зокрема з 73,8 тис. робіт тут містяться 8473 найменувань книжок, 2364 газет та журналів, багато дисертацій та мап.

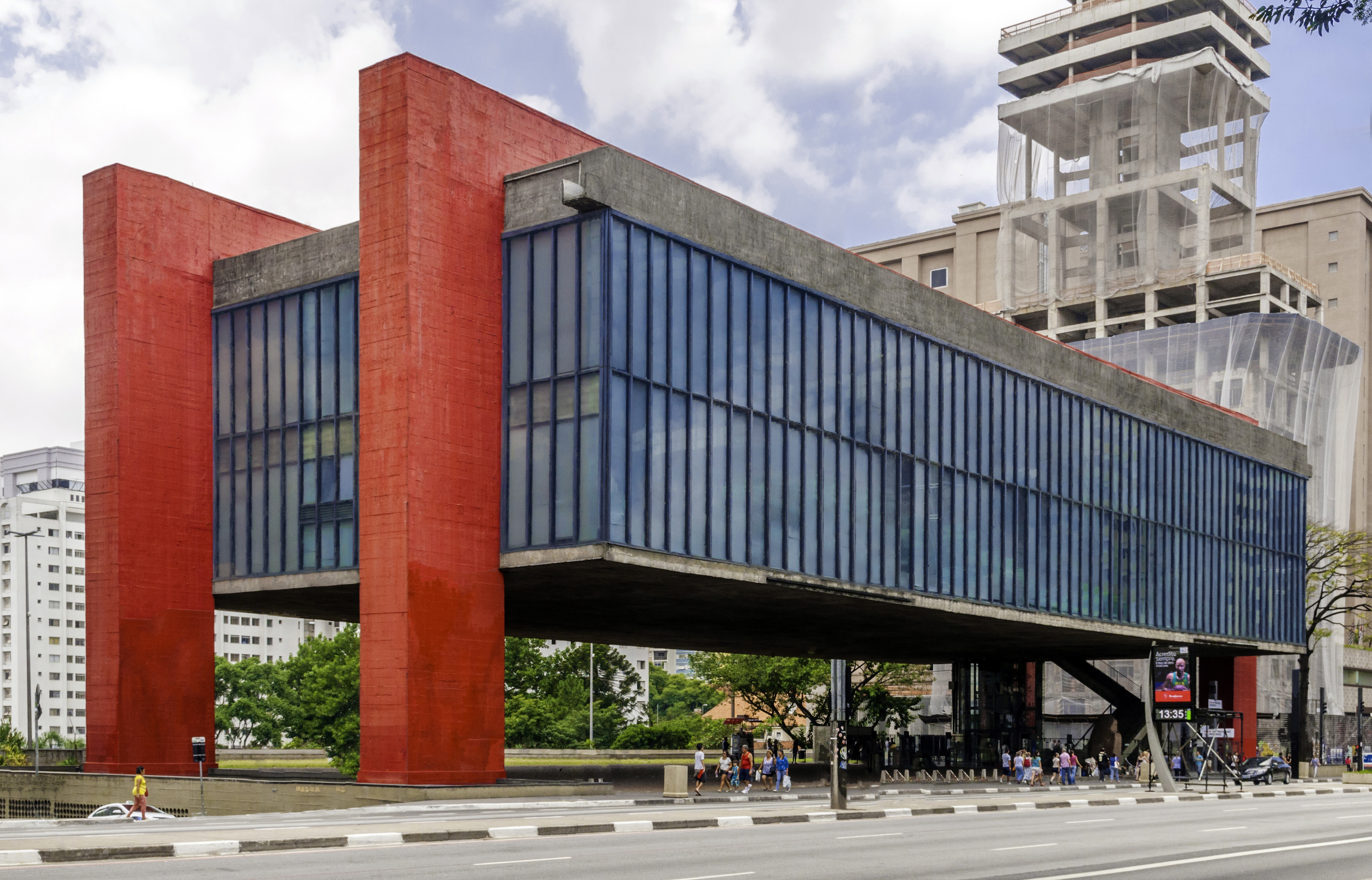
Музей мистецтва Сан-Паулу

- Музей мистецтва Сан-Паулу — цей музей був заснований журналістами Ассісом Шатобріаном і П'єтро Марія Барді. Його сучасна будівля, відкрита 1968 року, була збудована за проєктом архітектора Ліною Бо Барді. Дві колонади підтримують 9,2 тис. тонну будівлю, що має форму 74-метрового куба. Музей має одну з найкращих у Латинській Америці колекцій історії західного мистецтва, включаючи серед інших роботи таких видатних художників як Едгар Дега, П'єр-Огюст Ренуар, Амедео Модільяні та П'єр Боннар.
- Колекція палацу Бандейрантів — цей палац, що також служить місцем розташування уряду штату, має важливу колекцію творів бразильських художників, таких як Кандіду Портінарі, Алду Бонаеї, Джаніра, Алмейда Жуніур, Віктор Брашере, Ернесту ді Фіорі та Алейжадінью. На додаток, тут міститься колекція колоніальних меблів, шкіряних та срібних виробів. Стіни музею в еклектичному стилі вкриті панелями, що розповідають про історію Сан-Паулу.
- Музей зображень та звуку — головною метою цього музею, відкритого в травні 1990 року, є збереження музичних творів, кіно, фотографії та прикладів графічного дизайну, так само як й інших проявів сучасного мистецтва Бразилії. Музей містить колекцію з понад 200 тис. зображень, розподілених за тематичними колекціями. Також тут містяться 1600 відеокасет, документів та музичних колекцій і 12750 творів, записаних на стрічках стандартів 8 і 16 мм. На додаток, музей проводить концерти, фестивалі кіно- і відеофільмів, виставки фотографії та графіки.

### Культурні й соціальні події та мистецькі акції
У місті відбувається велика кількість економічних та культурних подій, існують спеціалізовані журнали та вебсайти, що вказують їхній розклад, наприклад «Культурний календар Сан-Паулу» (порт. Agenda Cultural de São Paulo).

#### Дворічник мистецтва Сан-Паулу

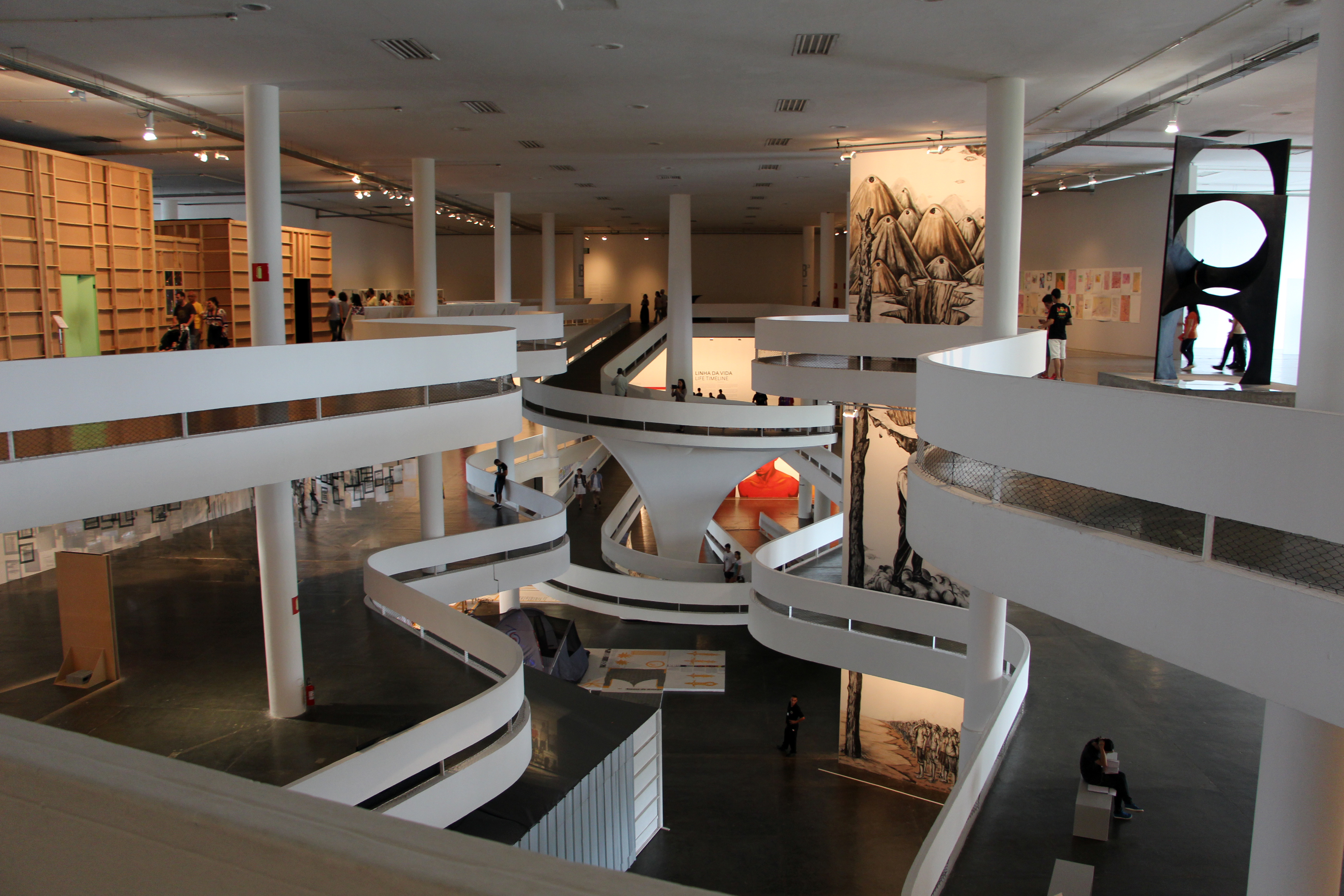
Дворічник мистецтва Сан-Паулу

Дворічник мистецтва Сан-Паулу проводиться у місті кожні два роки з 1951 року, коли він був створений за зразком аналогічного Венеційського дворічника. 26-тий дворічник 2004 року відвідало близько 2 млн осіб. Його головною темою вибирається одна з широкого ряду культурних тем, що дозволяє добре відчувати себе представникам широкого ряду напрямків мистецтва. Він був створений з метою ознайомлення бразильців з іноземним мистецтвом, зараз ця подія значно просуває культурний діалог між Бразилією й іншими культурами.

#### Тиждень моди

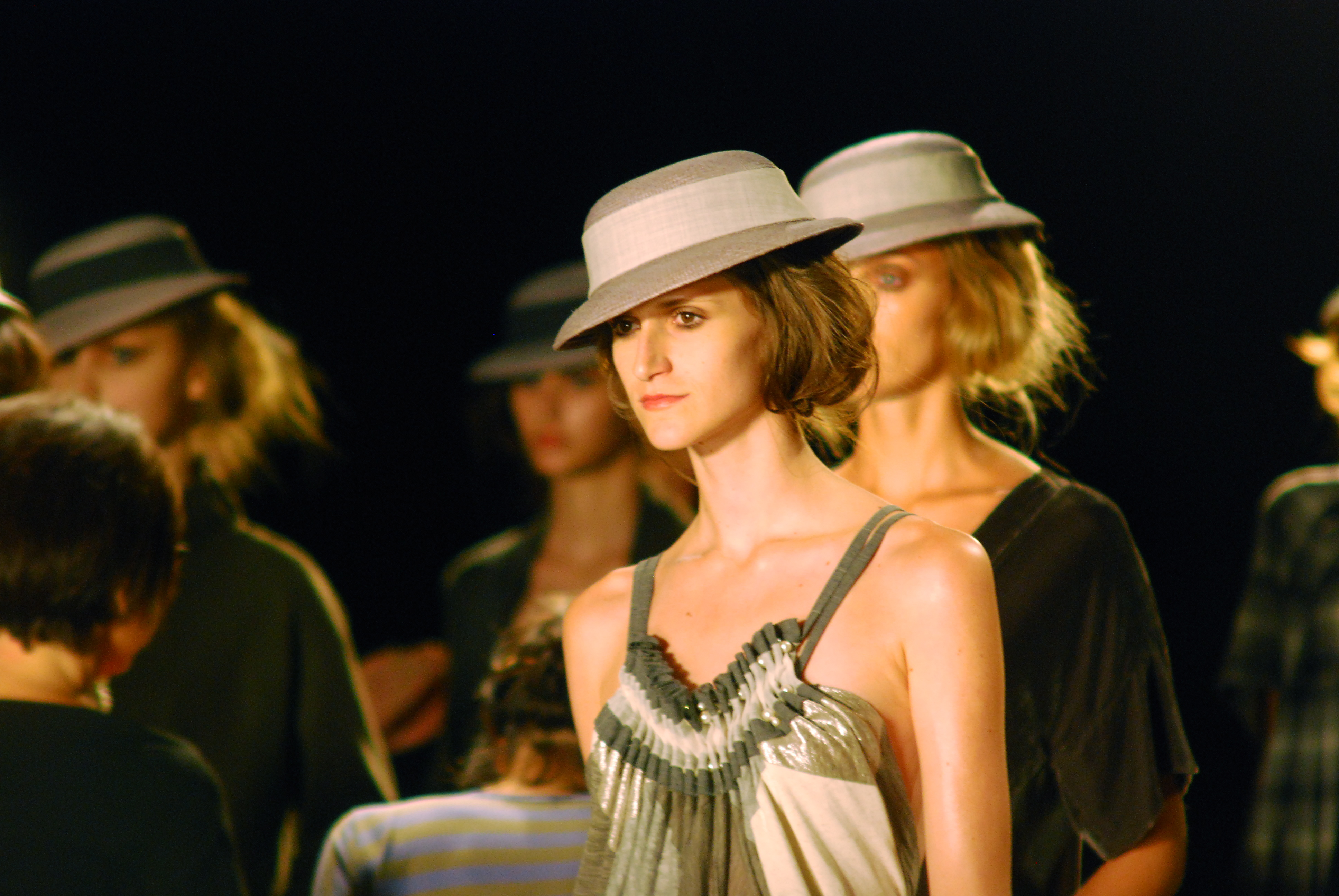
Тиждень моди Сан-Паулу

Один із головних тижнів моди у світі є Тиждень моди Сан-Паулу, що проводиться в парку Ібірапуера двічі на рік, триваючи 8 днів кожного разу. Ця подія була заснована 1996 року під назвою Morumbi Fashion Brasil, та є найбільшою подією у світі моди Латинської Америки. 2001 року вона була перейменована на сучасну назву. Бразильська індустрія моди поділяє багато уваги цієї події, тут виступають топмоделі зі всього світу.
Тиждень моди Сан-Паулу був заснований з метою залучення бразильців до світу моди, та зараз став дуже популярною подією, додаючи до виставки книги, кулінарні страви тощо. 2007 року головною темою події була тема навколишнього середовища, а соціальні події завжди залишалися важливою складовою тижня.

#### Гей-парад

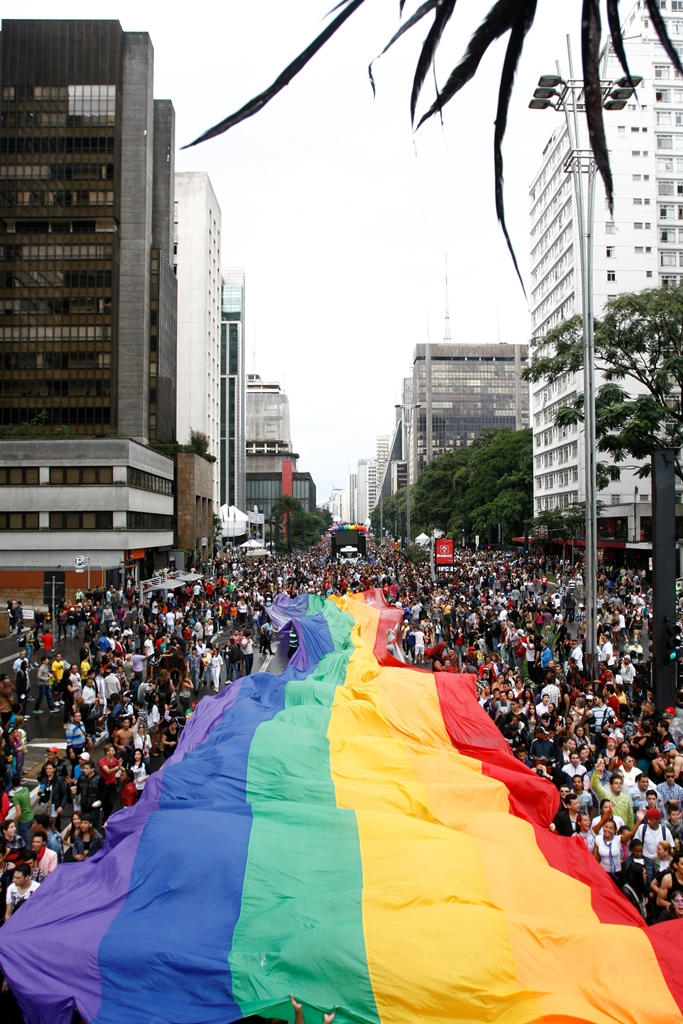
Гей-парад Сан-Паулу на авеню Пауліста, найбільший у світі

Перший гей-парад у Сан-Паулу був проведений 1997 року, набагато пізніше за Нью-Йорк, Сан-Франциско і Сідней, що почали проводити подібні події з 1970-х років. Проте вже за 8 років, за даними організаторів, він перевершив усі ці події за числом відвідувачів. Зараз цей парад є популярною туристичною подією, що привабила, за різними оцінками, від 1 до 2,5 млн відвідувачів на Проспект Пауліста 2006 року. Зазвичай парад відкриває мер Сан-Паулу, після чого починається великий карнавал.
Парад проходить щороку в червні, його метою є популяризація соціосексуальних груп населення та визначення соціальної політики щодо гомосексуальності, бісексуальності, трансвеститів та транссексуалів. З 7-го року парад асоціюється з культурними програмами, що тривають близько місяця. Багато готелей Сан-Паулу мають спеціальні програми протягом цього періоду через великий наплив туристів.

#### Марш за Христа
Марш за Христа є євангелістським парадом, що проводиться на Corpus Christi у четвер щороку в районі Зона-Норте. Фестиваль організується Церквою відродження у Христі (Igreja Renascer em Cristo), деномінацією П'ятидесятників, створеною в 1980-х роках, та чия популярність істотно зросла на початку 21 століття. 2006 року, за офіційними оцінками, фестиваль відвідало близько 3 млн осіб. Євангелісти зі всіх районів Бразилії наповнюють Сан-Паулу заради маршу, а на ньому виступають християнські музичні гурти, понад 30 на останньому параді.

#### Міжнародний фестиваль електронної мови
Міжнародний фестиваль електронної мови проводиться неприбутковою культурною організацією, чиєю метою є розвиток мистецтва, технологій та наукових досліджень, що робиться за допомогою виставок, дебатів, лекцій та курсів. Фестиваль просуває багато конференцій, що проводяться у цьому місті.

#### Фестиваль електронного мистецтва
Кожні два роки культурна асоціація Videobrasil проводить «Міжнародний фестиваль електронного мистецтва», що приваблює митців зі всього світу до Сан-Паулу. Під час події проводяться виставки, культурні покази, зокрема, Інтернет і CD мистецтва. Виставки мистецтва, дебати та зустрічі просувають нові ідеї, пропонують нові напрямки сучасного мистецтва Бразилії. Під час фестивалю виставляються роботи видатних майстрів галузі. Бразильські піонери, такі як Рафаель Франса й Ольар Елетроніко, так само як і міжнародні гості, виступали на цій події. Кожна подія має головну тему.

## Спорт

### Футбол

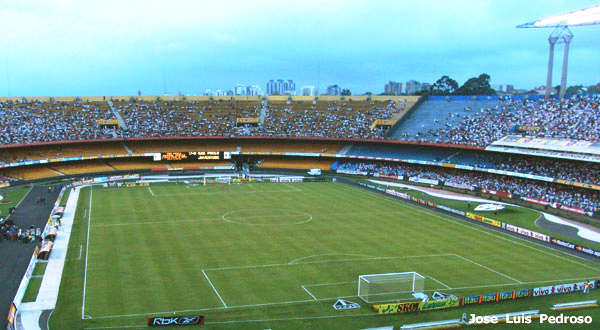
Стадіон Морумбі

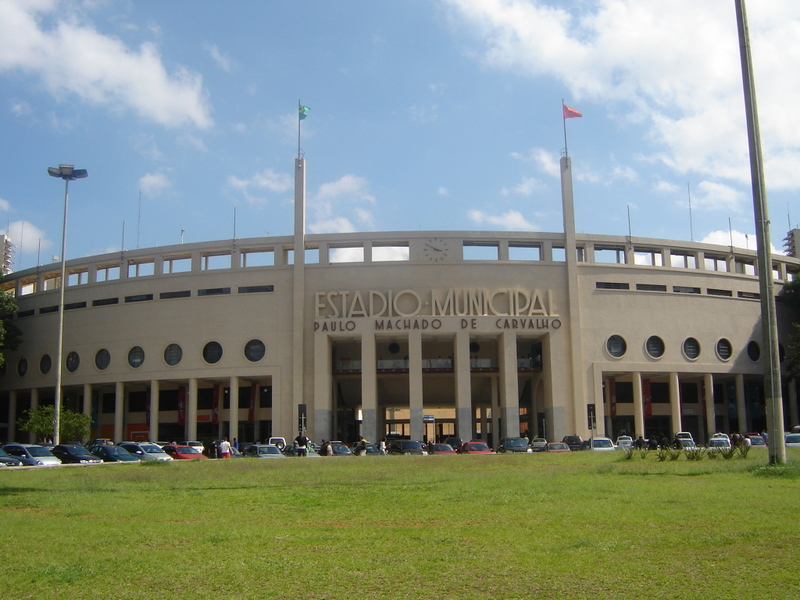
Стадіон Пакаембу

Як і в решті Бразилії, футбол у Сан-Паулу є найпопулярнішим видом спорту. Найвідомішими командами міста є Сан-Паулу, Корінтіанс і Палмейрас. У місті також грають три менш відомі команди, а ще одна, Сантус, у сусідньому місті Сантус.
Зараз Сан-Паулу є одним з кандидатів на проведення Чемпіонату світу з футболу 2014 року, який відбуватиметься в Бразилії.
| Клуб       | Ліга                                       | Стадіон                                 | Заснований |
| ---------- | ------------------------------------------ | --------------------------------------- | ---------- |
| Сан-Паулу  | Серія A (1-ший дивізіон Національної Ліги) | Стадіон Морумбі 80 000 (рекорд 138 032) | 1930       |
| Корінтіанс | Серія A (1-ший дивізіон Національної Ліги) | Арена Корінтіанс 48 000                 | 1910       |
| Палмейрас  | Серія A (1-ший дивізіон Національної Ліги) | Палестра-Італія 29 173 (рекорд 40 283)  | 1914       |
| Португеза  | Серія B (2-гий дивізіон Національної Ліги) | Канінде 19 717 (рекорд 25 000)          | 1920       |
| Жувентус   | Другий регіональний дивізіон               | Руа-Жаварі 2 730 (рекорд 9 000)         | 1924       |
| Насіонал   | Третій регіональний дивізіон               | Ніколау Алайона 9 650 (рекорд 22 000)   | 1919       |

### Корида Сан-Сілвестрі
Дорожні загони Сан-Сілвестрі (Corrida Internacional de São Silvestre) проводяться у місті щороку перед Новим роком, починаючи з 1925 року. Під час цієї події учасники спочатку бігли 8 км вулицями міста, хоча зараз встановлена відстань 15 км.

### Гран-прі Бразилії

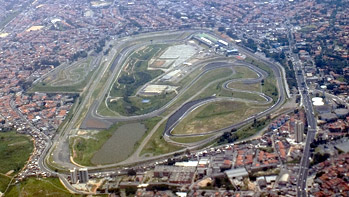
Автодром Жозе Карлуса Пачі, на якому проводиться Гран-прі Бразилії.

Етап змагань Формули 1, Гран-прі Бразилії, проводиться у місті Сан-Паулу на Автодромі Жозе Карлуса Пачі (раніше Інтерлагус) безперервно, починаючи з 1990 року, а частина змагань проходила тут і до цієї дати. За час проведення, ці змагання вигравали 4 бразильці: Емерсон Фіттіпалді (1973 і 1974), Жозе Карлус Пачі (1975), Айртон Сенна (1991 і 1993) та Феліпе Масса (2006 і 2008).
З 2007 року біля автодрому біла відкрита станція Лінії 9 CPTM — Аутодрому.

### Інші види спорту
У Сан-Паулу також досить популярні волейбол, баскетбол і теніс. У місті діють кілька відомих спортивних клубів, де проводиться велике число чемпіонатів. Найважливішими з них є спортивний клуб Піньєйрус (водне поло, волейбол, плавання, баскетбол і гандбол), клуб Атлетіку-Паулістану (баскетбол), Еспорті-Банеспа (волейбол, гандбол і футзал), асоціація Атлетіка-Ебраїка (баскетбол), Атлетичний клуб Сан-Паулу (регбі), клуби Регатас-Тіете й Атлетіку-Іпіранга.

## Міста-побратими
|           | Америка                 |            | Європа                 |                | Азія та Африка |
| --------- | ----------------------- | ---------- | ---------------------- | -------------- | -------------- |
| Аргентина | Буенос-Айрес, Аргентина | Німеччина  | Гамбург                | Ангола         | Луанда         |
| Болівія   | Ла-Пас                  | Вірменія   | Єреван                 | КНР            | Пекін          |
| Канада    | Торонто                 | Італія     | Мілан                  | Південна Корея | Сеул           |
| Чилі      | Сантьяго                | Португалія | Коїмбра                | Ізраїль        | Тель-Авів      |
| Куба      | Гавана                  | Іспанія    | Кордова                | Японія         | Наха           |
| США       | Чикаго                  | Румунія    | Бухарест               | Йорданія       | Амман          |
| Парагвай  | Асунсьйон               | Румунія    | Клуж-Напока            | Сирія          | Дамаск         |
| Уругвай   | Монтевідео              | Португалія | Гойш і Лейрія          | Японія         | Осака          |
| Перу      | Ліма                    | Іспанія    | Сантьяго-де-Компостела | КНР            | Макао          |
| США       | Маямі-Дейд              | Португалія | Лісабон                | КНР            | Нінбо          |
| Аргентина | Мендоса                 | Португалія | Фуншал                 | КНР            | Шанхай         |

Сан-Паулу має такі міста-побратими: